# Église Saint-Martin de Clamecy

## La collégiale Saint-Martin de Clamecy
L'église Saint-Martin de Clamecy est une église collégiale située dans la ville de Clamecy, dans la région actuelle Bourgogne Franche-Comté, au sein du département de la Nièvre.

## Historique des phases de construction

### Fondation de la collégiale
La collégiale Saint-Martin de Clamecy a pour origine une chapelle paroissiale, datée du VIIIe siècle. Au IXe siècle, les comtes de Nevers sont venus s'installer à Clamecy, en participant activement au développement de la ville. Ils ont notamment fondé une paroisse, un château-fort et une chapelle paroissiale.
La reconstruction de la chapelle paroissiale primitive au XIe siècle a été décidée respectivement par le vicomte Guy de Clamecy et l'évêque d'Auxerre Geoffroy de Champallement, afin d'accueillir un collège de huit chanoines destiné à célébrer le culte divin. L'édifice est dans un premier temps dédié à Saint-Potentien; grand évangélisateur de la région.
Le chapitre et sa collégiale vont prospérer grâce à des soutiens financiers. Des dîmes, des rentes, des droits de pêche et de chasse, des terres et vignobles seront accordés par le vicomte Guy de Clamecy. Sa femme, la comtesse Ida sera aussi à l'origine de la croissance du chapitre, grâce à ses dons d'argent, de pièces d'argenterie et de rentes en nature. La comtesse de Nevers, Mahaut de Courtenay attribuera de son côté cents sols de rente annuelle aux chanoines.
Il n'y a pas de texte officiel qui permet d'attester avec précision le début des travaux d'amélioration de l'édifice primitif. La plupart des historiens s'accordent sur la date de 1215, qui correspond à la date d'affranchissement de la ville dictée par le comte Hervé de Nevers.

### Campagne principale de travaux
La période des travaux s'étend de 1215 à 1520 environ.
En 1240 avait lieu la seconde campagne de construction de la nef avec la réalisation des trois premières travées. Les deux travées précédant le jubé seront édifiées lors de la même période que le chœur, considéré comme "le plus bel exemple du gothique bourguignon". Des inspirations cisterciennes sont utilisées, en particulier sur les congés des arcatures des collatéraux d'ailleurs très présents dans la région au XIIIe siècle. Il faut aussi noter l'alternance des supports : pile simple ou pile complexe supportant des arcs surhaussés et décorés de têtes humaines sculptées et les voûtes sont sur croisée d'ogives.
Il faudra attendre le XVe siècle pour l'achèvement de la dernière travée de la nef, montrant le plan final de la collégiale, avec la particularité d'avoir un chevet plat.
En 1437 "fut faite toute neuve la charpenterie dessus la nef" et l'année suivante le vocable change. La collégiale est dès lors dédiée à saint Martin « le dimanche après l'apparition de Nostre Seigneur, l'an mil quatre cent trente-huit » pour rendre hommage à l'un des plus grands évangélisateurs de la Gaule.
L'an 1497 est une année clé dans l'édification de la collégiale. Elle correspond à la construction de la tour monumentale orientée au sud-ouest. C'est la partie qui constitue la fierté des habitants de la ville puisque la tour et le portail ont été faits grâce à la "piété et à la munificence des seuls habitants de Clamecy". La pierre de Basseville utilisée pour la construction était issue d'une carrière locale située le long du canal du Nivernais. La construction revient à Pierre Cuvé dit "Bat-le-Duc" et son équipe d'ouvriers.

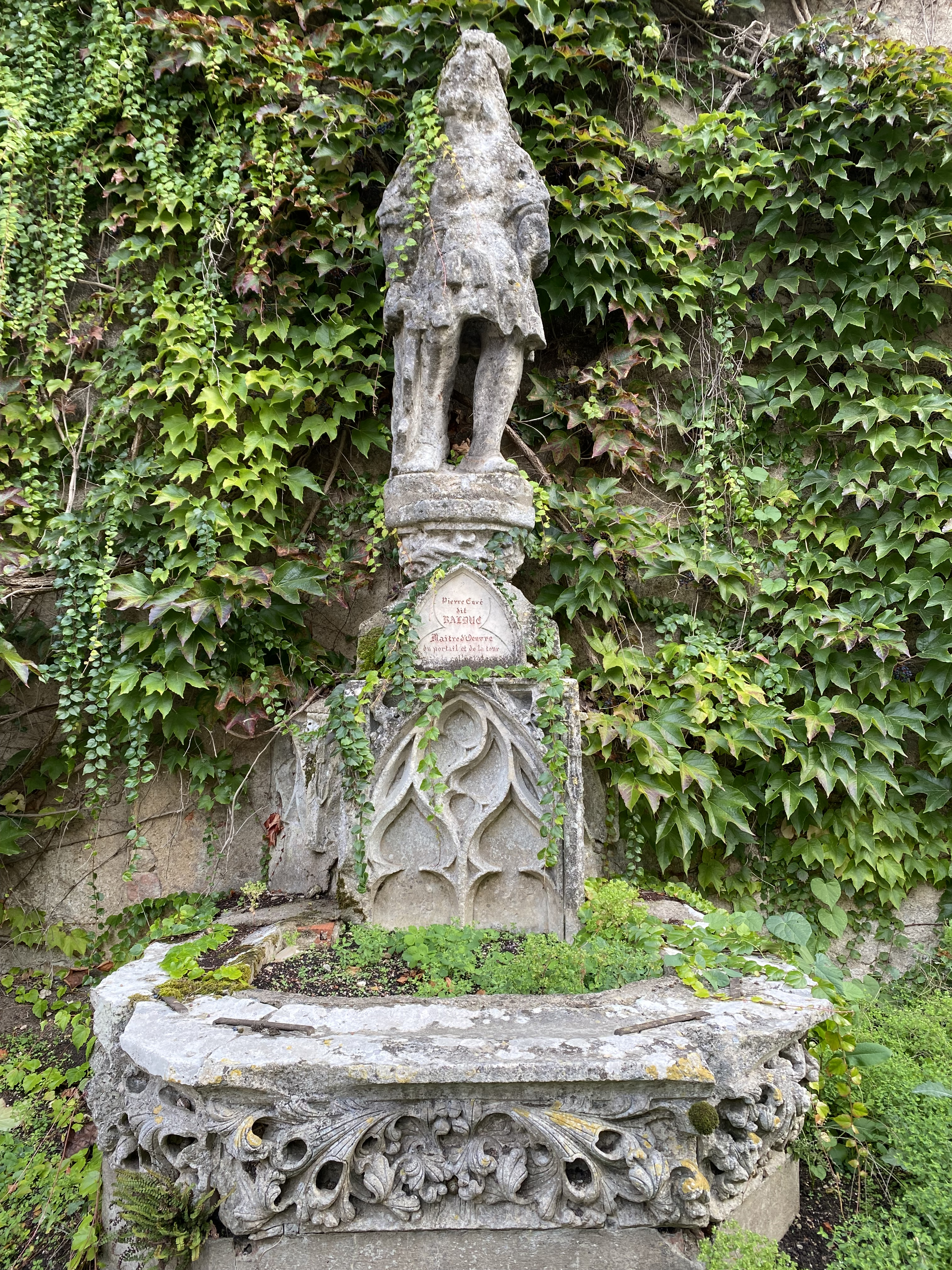
Statue de Pierre Cuvé rue du Grenier à Sel

L'année 1515 marque un tournant dans la construction de la collégiale : la fin des travaux concernant la tour et le début de l'édification du portail et de la façade. Le portail majestueux surmonté des trente-deux scènes de la vie de Saint-Martin est essentiellement gothique. D'un point de vue iconographique, il s'agirait de l'ensemble le plus complet de la vie du saint. La façade quant à elle est qualifiée "d'excessivement ornée et apparaissant comme un placage" probablement "la plus richement décorée de tout le diocèse".
Malgré son savoir-faire impressionnant, l'architecte Pierre Cuvé mourut sous le poids des blocs de pierre. La légende raconte qu'un bloc serait tombé de la tour et aurait écrasé Bat-le-Duc. Le bloc en question a été sculpté par un de ses élèves, reprenant la silhouette de son maître. La sculpture est aujourd'hui exposé à l'entrée de Clamecy rue du Grenier à Sel. Cet évènement tragique n'a pas été le seul : le 4 décembre 1654, lors de la fête de la Sainte-Barbe, un mouvement de foule a eu lieu lors de la visite de la tour, provoquant la mort par étouffement de plusieurs clamecycois.

### De la fin des travaux jusqu'à nos jours
Dès 1520 les gros travaux de la collégiale sont terminés. Le monument va en revanche susciter des interrogations fondamentales dès l'année suivante. En 1521, le roi de France François Ier passe par Clamecy. Il est frappé par la forme des mus intérieurs qui penchent dangereusement vers l'extérieur. En conséquence, le roi fait don d'une somme d'argent pour aider les chanoines à réaliser des travaux de soutènement, consistant en l'installation d'un jubé. C'est le chanoine Guillaume Colas qui est chargé de son installation et achèvera les travaux en 1525. Certains pensent que ce jubé est à l'origine du fléchissement des murs tandis que d'autres estiment qu'il compense ce fléchissement. Jusqu'à ce que le jubé soit retiré en 1840 par Eugène Viollet-le-Duc au moment du classement de la collégiale sur la première liste des Monuments Historiques, il continuera d'interroger les architectes, les évêques et les ingénieurs qui feront des demandes de financement pour protéger les murs qui menaçaient de tomber en ruine.

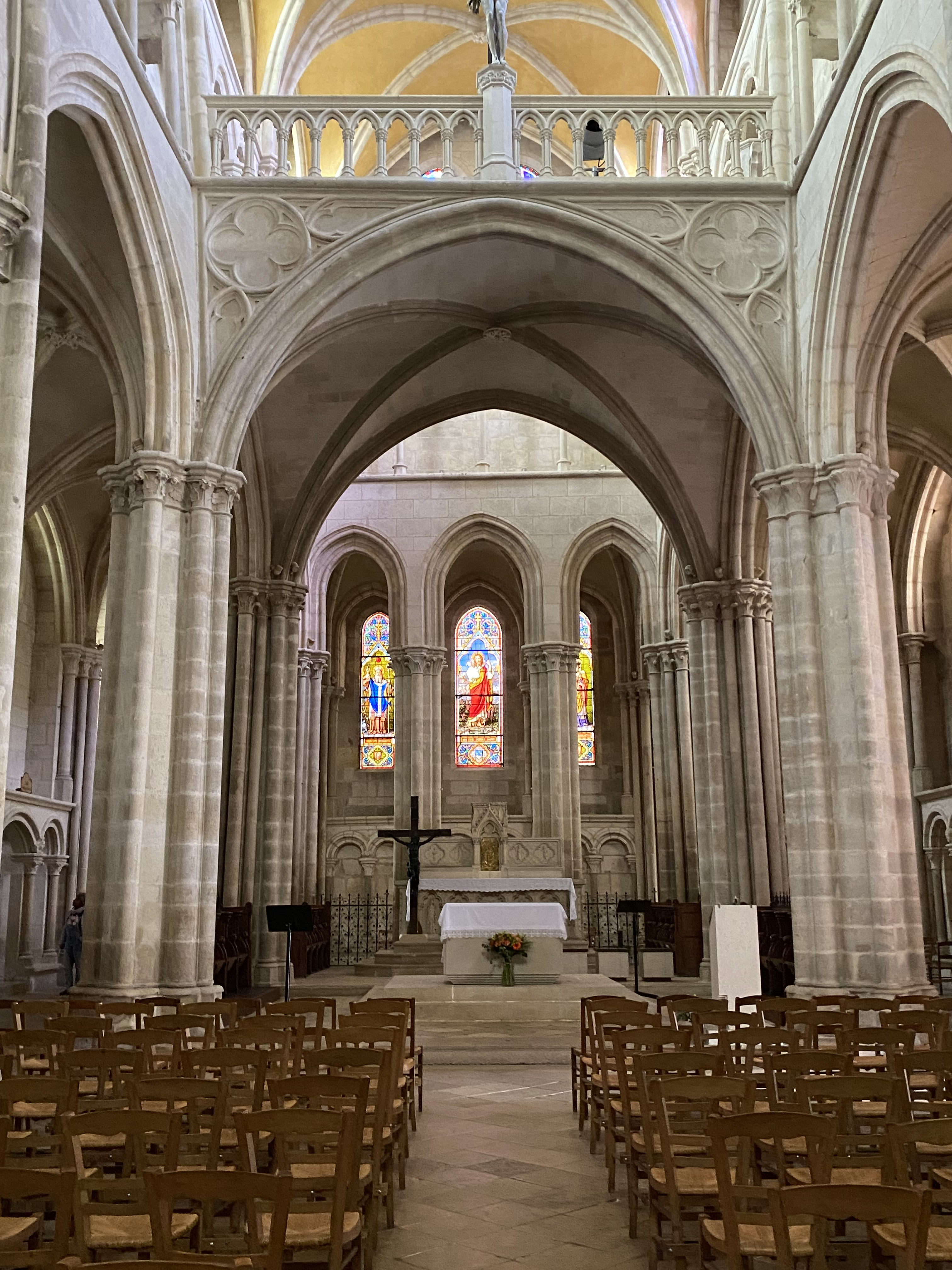
Faux jubé actuel de la collégiale Saint-Martin

Durant la même année 1525, les portes en chêne massif sont installées à l'entrée de la collégiale.
Le 18 novembre 1778 marque la date de la bénédiction des cloches de la tour. Martine, la première est parrainée par le duc du nivernais Louis-Jules Barbon-Mazzarini-Mancini et marainée par son épouse, la duchesse du nivernais, Hélène Phélipaux de Pontchartrain. La deuxième cloche, Marie est parrainée par le marquis de Chabannes Claude-François et marrainée par sa femme Marie-Henriette de Fourvière de Cuncy-sur-Yonne. La dernière, Gabrielle ne semble pas avoir été baptisée.
Un tournant important à lieu lors de la Révolution française. Le chapitre de chanoines est supprimé et l'édifice devient un Temple de la Raison, destiné à accueillir les cérémonies des révolutionnaires. De nombreuses dégradations sont notables à cette période. En 1793, Fouché donnait l'ordre de démolir la tour de la collégiale. Il souhaitait retirer les gouttières et les gargouilles afin que les eaux de pluie s'infiltrent et provoquent l'écroulement supposé naturel de la tour. Il avait aussi ordonné de faire retirer les cloches pour en faire des canons. Seule Martine est restée jusqu'en 1851 où elle a été fendue par des émeutiers de la révolte de 1848. Le son des cloches ne sera rétabli qu'en 1857 grâce au financement de familles locales et leur bénédiction sera donnée le 17 décembre 1857 par l'évêque de Nevers Dominique-Augustin Dufêtre. On dit qu'elles sonnent depuis "le plus beau son du diocèse de Nevers et d'Auxerre".
La collégiale a connu différents événements à la fin duXXIe et au tout début du XXIe siècle. Le lundi 20 mai 1935, un drapeau rouge a été placé au sommet de la tour à la suite de l'élection du conseil municipal à majorité communiste. Ce drapeau rouge est venu remplacer le drapeau tricolore de la Révolution (qui sera lui-même replacé après la Seconde Guerre Mondiale et est encore en place aujourd'hui).
La guerre de 1939 à 1945 n'a eu qu'un impact mineur sur l'édifice. La collégiale a connu quelques bombardements allemands, causant la chute de gargouilles de la tour le 16 juin 1940.

## Description de l'édifice

### Structure interne

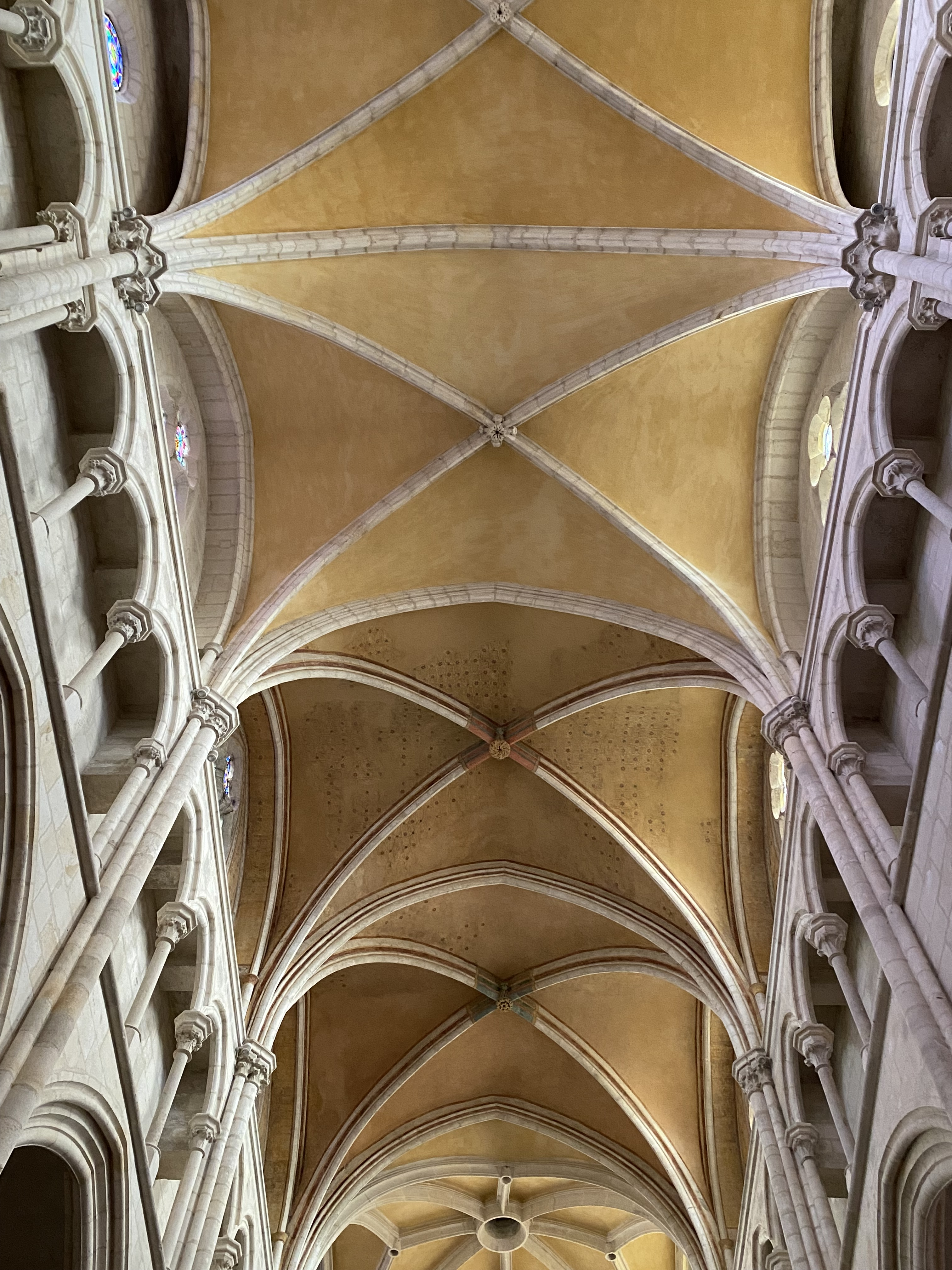
Voûtes sur croisée d'ogives et voûte à liernes et tiercerons

Les travées internes de la collégiale sont toutes réalisées dans un style semblable : grandes arcades, quatre arcades sur le triforium et fenêtres hautes à remplage. La rangée de fenêtres hautes est en arrière des arcs du triforium avec des dalles horizontales sur les deux étages. Les fenêtres hautes sont géminées et tréflées. La présence de rosaces quadrilobée est également notable ainsi qu'une rose à sept lobes sur les deux premières travées des bas-côtés. La dernière travée réalisée est cependant plus complexe que les quatre premières. Elle possède une voûte nervurée à lierne et tiercerons. Il s'agit d'un élément clé de l'architecture flamboyante reconnaissable grâce des subdivisions de branches en plus de la voûte classique. Les autres travées sont simplement construites grâce à une voûte sur croisée d'ogives.
Une gravure est présente dès l'entrée, face aux bénitiers, en latin et en grec pour inciter les fidèles à suivre correctement les règles religieuses : "Nipson anomhata mh monan opsin" et "Lava peccata non solam frontem" qu'il est possible de traduire comme suite : "Efface mes fautes, ne regarde pas seulement mes péchés, lave mes péchés, non seulement mon visage".
L'intérieur de l'édifice comprend aussi huit chapelles dédiées :
- Chapelle des Fonts Baptismaux
- Chapelle de Saint-Joseph
- Chapelle de l'Annonciation
- Chapelle du Crucifix (ou chapelle Saint-Jacques ou chapelle du Saint-Sacrement)
- Chapelle de la Sainte-Vierge
- Chapelle du collège
- Chapelle de Jeanne d'Arc
- Chapelle de la tour

### Le jubé
Le jubé primitif de 1525 était maintenu par quatre colonnes avec des niches pour abriter des statues des Docteurs de l'Église ainsi que deux bas-reliefs sculptés illustrant La Cène et la Mise au Tombeau. Le premier bas-relief présente dix personnages autour d'une table, un agneau dans un plat. Saint-Jean à le visage caché, deux couples de disciples échangent des regards autour du Christ tandis qu'un autre lève les yeux au ciel. Saint-Pierre se retourne et regarde hors-champ. À gauche, Judas se distingue grâce à la bourse, récompense de sa trahison. Les drapés et les plis des vêtements sont souples et naturels, la nappe est légèrement froissée à cause du mouvement des personnages. Le second bas-relief est frappant grâce au visage détendu du Christ en comparaison avec les expressions de souffrance des cinq personnes autour du tombeau.
Aujourd'hui et depuis la destruction du jubé en 1840, les deux bas-reliefs sont exposés dans la nef de la collégiale

### La tour
La tour comprend deux étages de plan carré, située au sud contre la deuxième travée du bas-côté de la nef. Deux arcatures ornées de moulures ont été réalisées au deuxième étage avec des consoles pour soutenir des statues. De nombreux décors architecturaux sont ajoutés tels que des fleurons aux feuilles déchiquetées. Deux baies sont visibles à l'est et à l'ouest à mi-hauteur de la tour avec des abat-son.
À l'image de la structure interne, le deuxième étage est en retrait par rapport au premier, ce qui a facilité la pose d'une balustrade en encorbellement. Quatre baies aux remplages flamboyants permettent d'ajourer les côtés.
Une terrasse est présente au sommet de la tour. Elle est sécurisée grâce à une balustrade et renforcée par des contreforts d'angle. Toute la hauteur est agrémentée de gargouilles permettant l'évacuation des eaux de pluie et jouant un rôle décoratif. Le sommet était orné d'une horloge et de trois cloches.
L'accès à la terrasse se fait par la tour d'escalier située dans l'angle sud-ouest mais aussi par la chapelle de la tour qui présente un accès direct.

### La portail
Le portail est richement décoré et remarquable grâce aux trente-deux scènes représentant la vie de Saint-Martin et surmontées de dais. Les scènes sont réparties sur quatre voussures disposées en arc brisé. Le portail est riche mais reste mal conservé à cause des nids d'hirondelles installés au fil du temps, c'est pourquoi toutes les scènes ne sont pas identifiées :

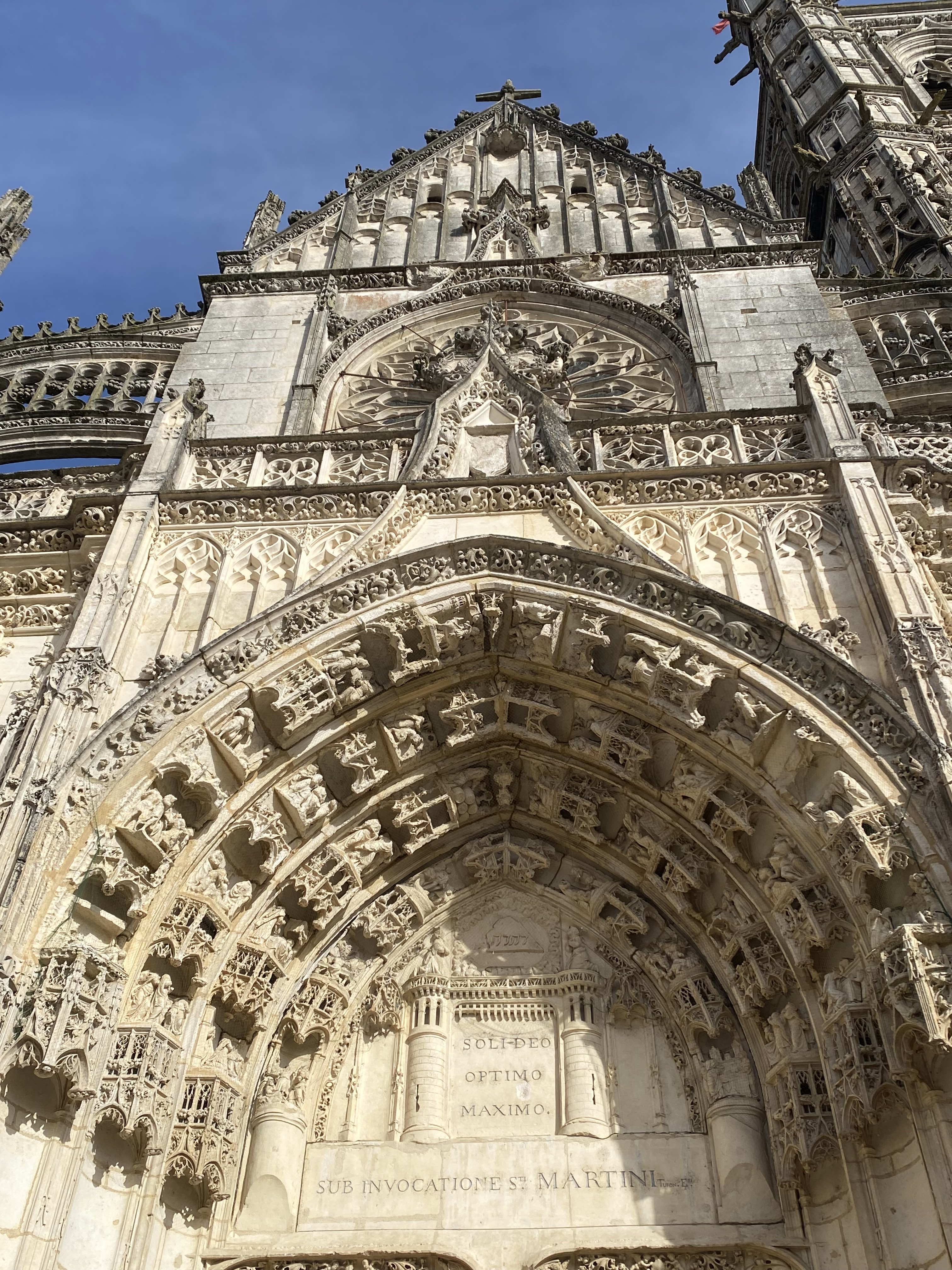
Tympan, façade ouest

- Saint-Martine Cathécumène partageant son manteau avec un pauvre aux portes d'Amiens
- Le baptême de Saint-Martin
- L'ordination de Saint-Martin à genoux devant un évêque et deux clercs
- La mort de l'évêque de Tours (prédécesseur de Saint-Martin)
- La réception de l'onction pontificale
- Saint-Martin guérissant un lépreux en l'embrassant
- La messe de Saint-Martin
- La tentation de Saint-Martin
- La célébration du Saint-Sacrifice
- Saint-Martin impose ses main à des idoles qu'il vient de convertir
- La mort de Saint-Martin
- Le voyage de Saint-Martin en Lombardie
- Le corps de Saint-Martin voyageant en barque avec un évêque

Le tympan du portail est aussi très décoré. Deux figures sont en prière au sommet de deux tours devant une forme triangulaire évoquant la Trinité avec la mention de Dieu gravé en hébreu. Deux inscriptions latines permettent d'appuyer la dédicace de l'édifice : "Solideo Optimo Maximo" et "Sub Invocatione Sti Martini" qu'il est possible de traduire par "A Dieu, très bon et très grand" et "Sous l'invocation de Saint-Martin". De part et d'autre des tours sculptées sont représentées des niches surmontées de dais avec des ceps de vigne gravées sur le pourtour de l'arc brisé, inscrivant l'architecture dans son contexte régional bourguignon.
L'autre partie richement très richement décorée sont les soubassements des piédroits du portail. Des sybilles et des apôtres sont reconnaissables :
- Saint-Pierre et les clés
- Saint-Paul et le glaive
- Saint-Jean et le calice
- Saint-André et la croix
- Saint-Jacques et le bâton de pèlerin
- Saint-Barthélemy et le couteau et l'Evangile
- Sibylle libyque et la lanterne
- Sibylle cumanne et le berceau
- Sibylle delphique et l'enfant nu et la couronne d'épines
- Sibylle cimmérienne et le biberon
- Sibylle persique et le gant
- Sibylle agrippine nue et le fouet et la ceinture
- Sibylles europa et hellespontique et le glaivre
- Sibylle samienne et la croix de la Passion
- Sibylle  phrygienne et le miroir et le crâne
- Sibylle tiburtine et la croix triomphale
- Sibylle erythrée et la couronne royale et l'épée du Jugement Dernier

D'autres personnages sont gravés tels que des génies musiciens, des sagittaires et diverses figures ailées.

### Le façade
Deux parties distinctes sont visibles sur la façade grâce à leurs discontinuités. La partie inférieure correspond à la largeur de l'édifice avec le portail au centre et la partie supérieure plus étroite, correspondant à la largeur de la nef, en arrière de la balustrade. Le lien entre les deux parties se fait grâce aux deux contreforts d'angle polygonaux aux sommets ornés de fleurons et reliés à la partie centrale grâce à des arcs-boutants ciselés. L'ensemble de la façade est ornée de moulurations, de niches à consoles, de grands dais de balustrades ajourées et de différentes figures : personnages et animaux. La façade présente aussi une grand rosace entourée de ceps de vigne avec un remplage flamboyant, des soufflets et des mouchettes gothiques, le tout surmonté d'un pignon.

### Les vitraux

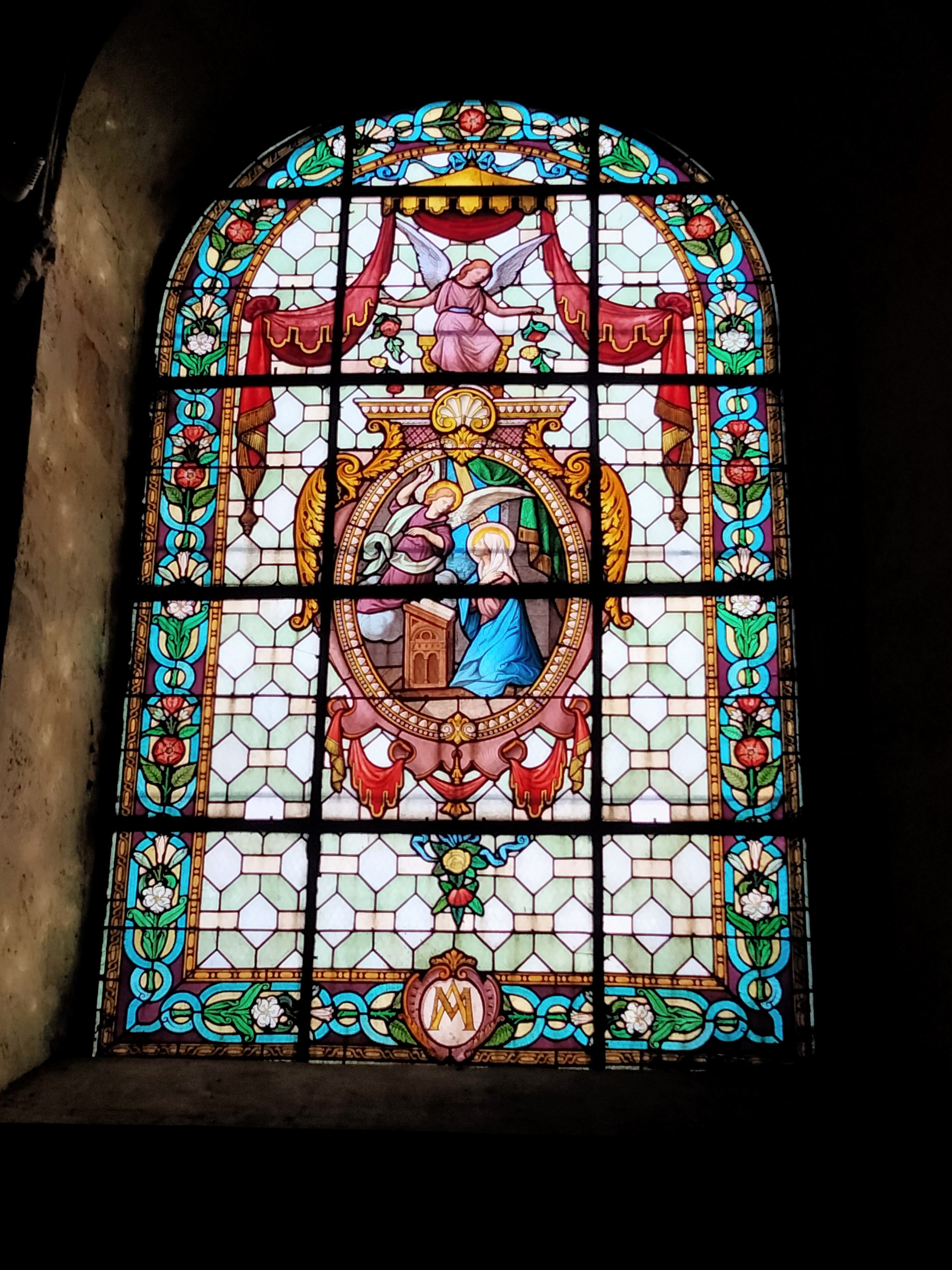
Annonciation, chapelle de la Vierge
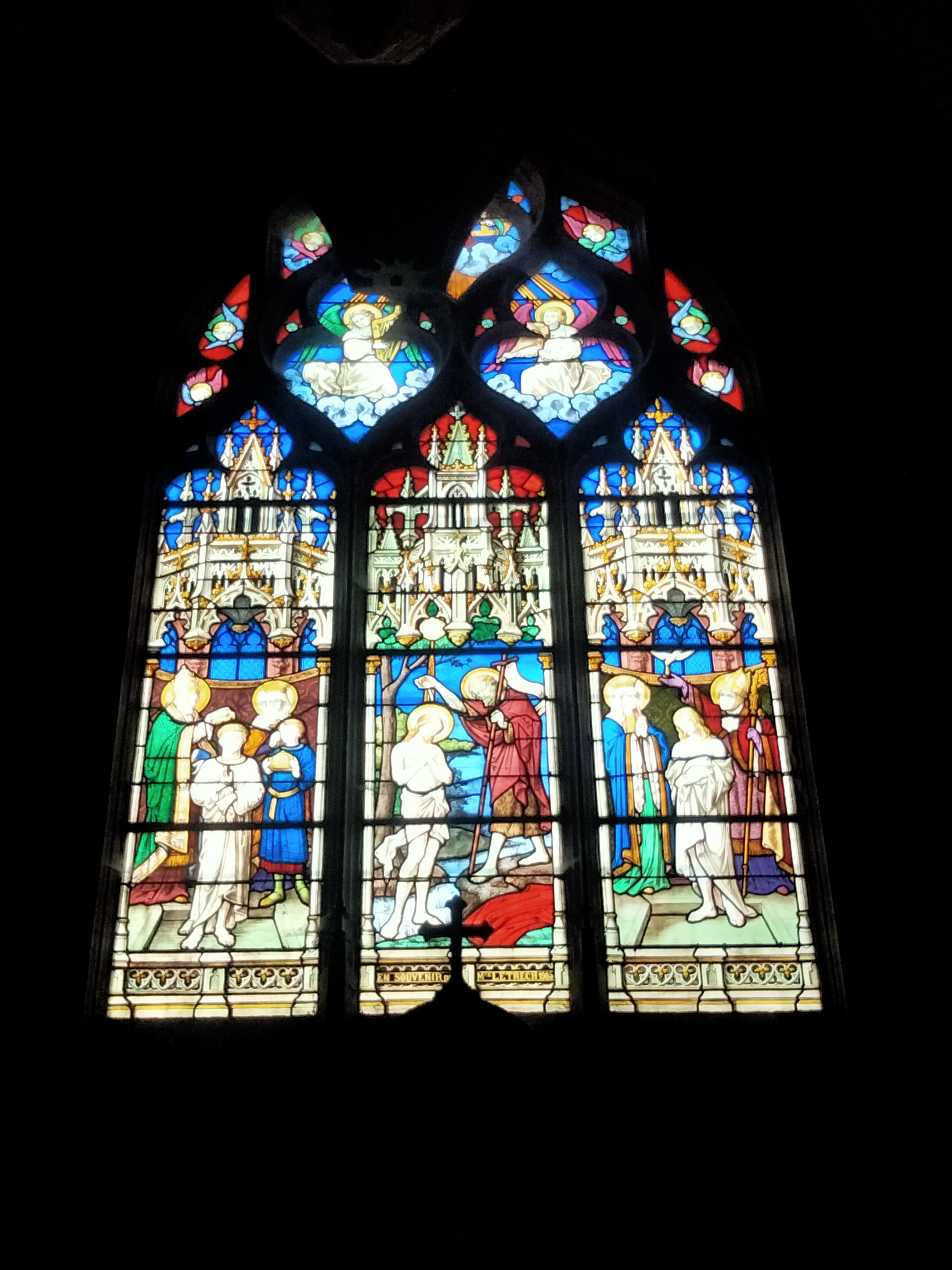
Baptême du Christ par Jean-Baptiste, chapelle des Fonts Baptismaux
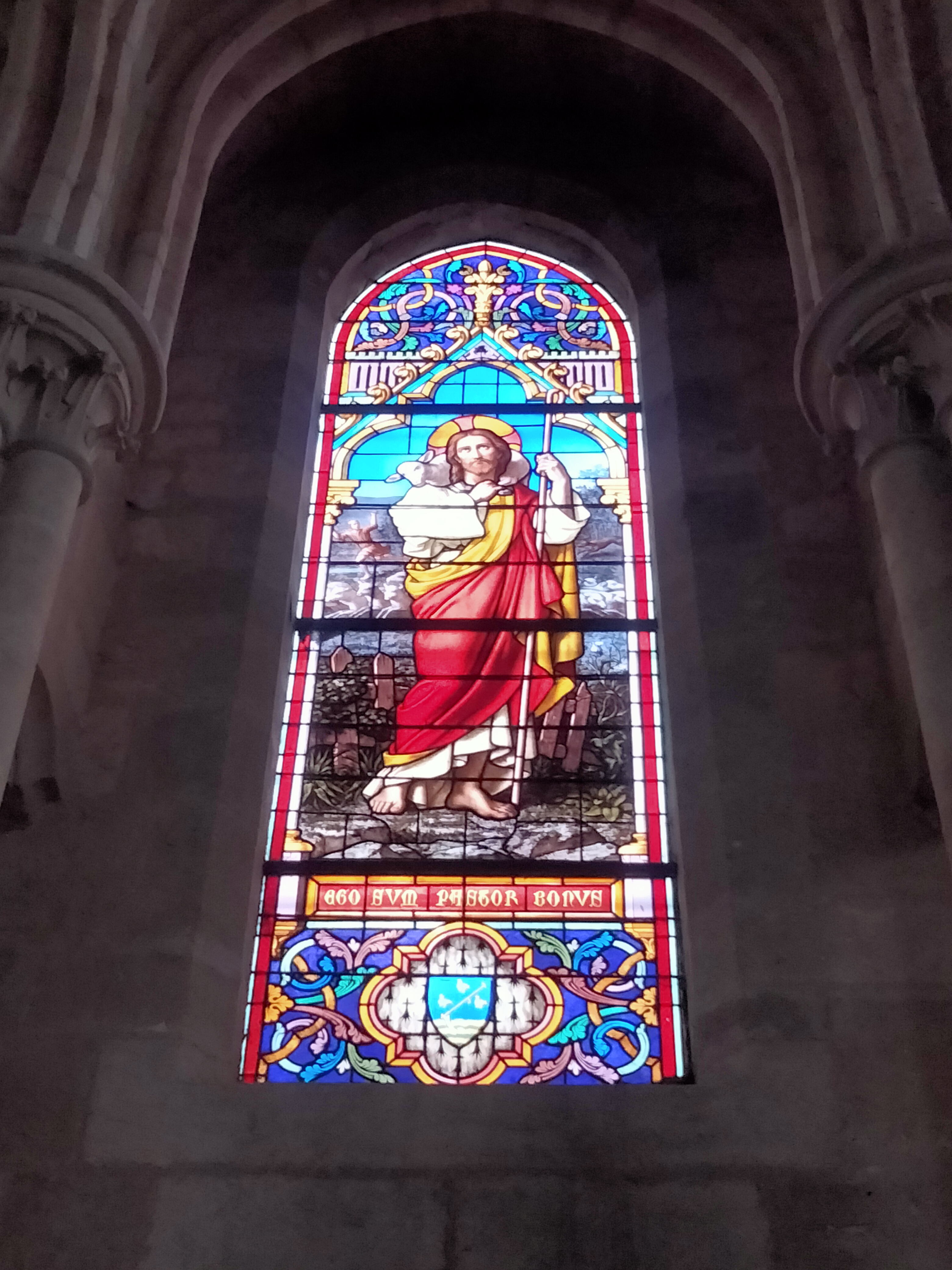
Bon pasteur, chevet
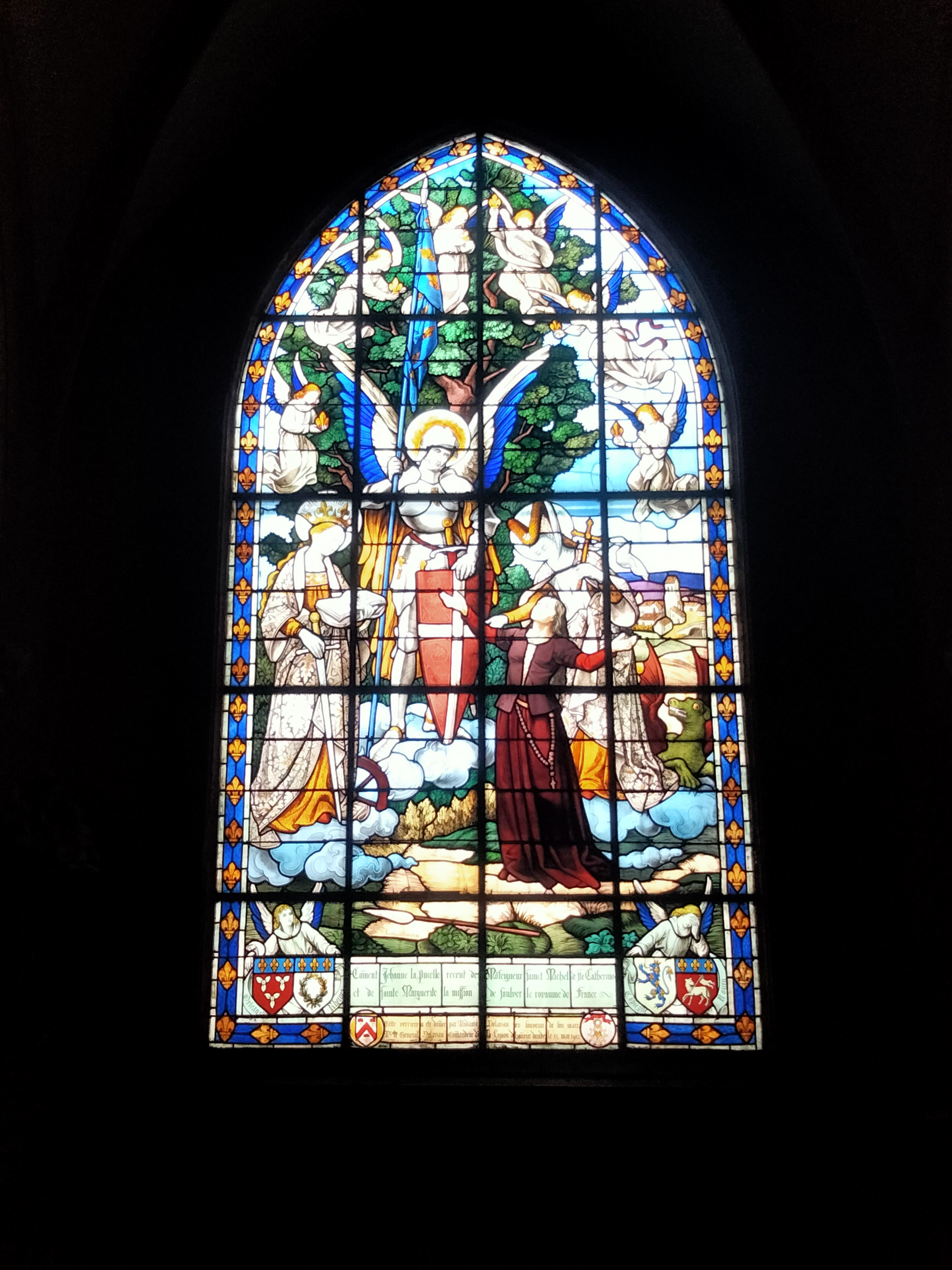
Jeanne d'Arc, chapelle de Jeanne d'Arc
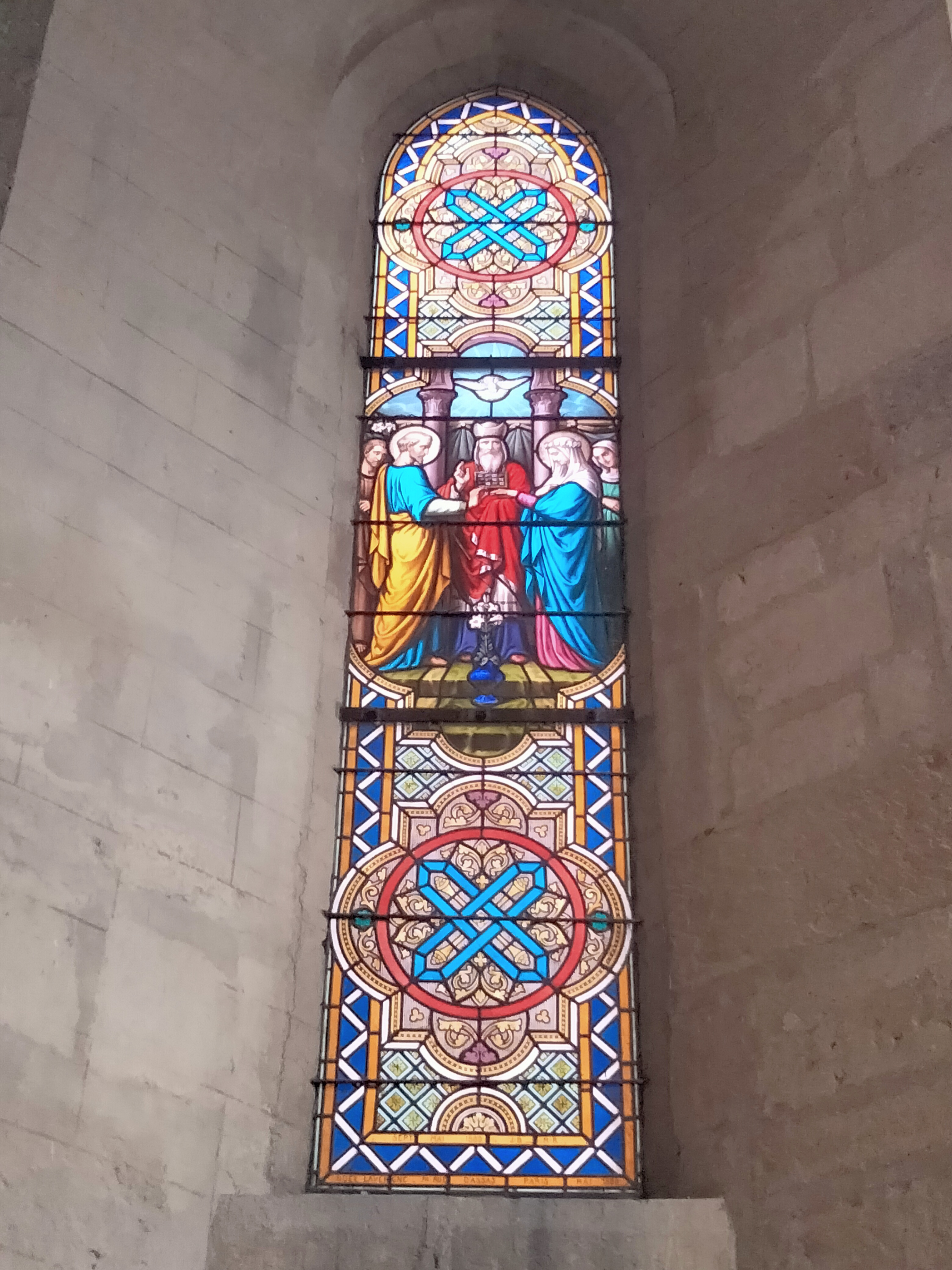
Mariage de Marie et Joseph, chapelle de la Vierge
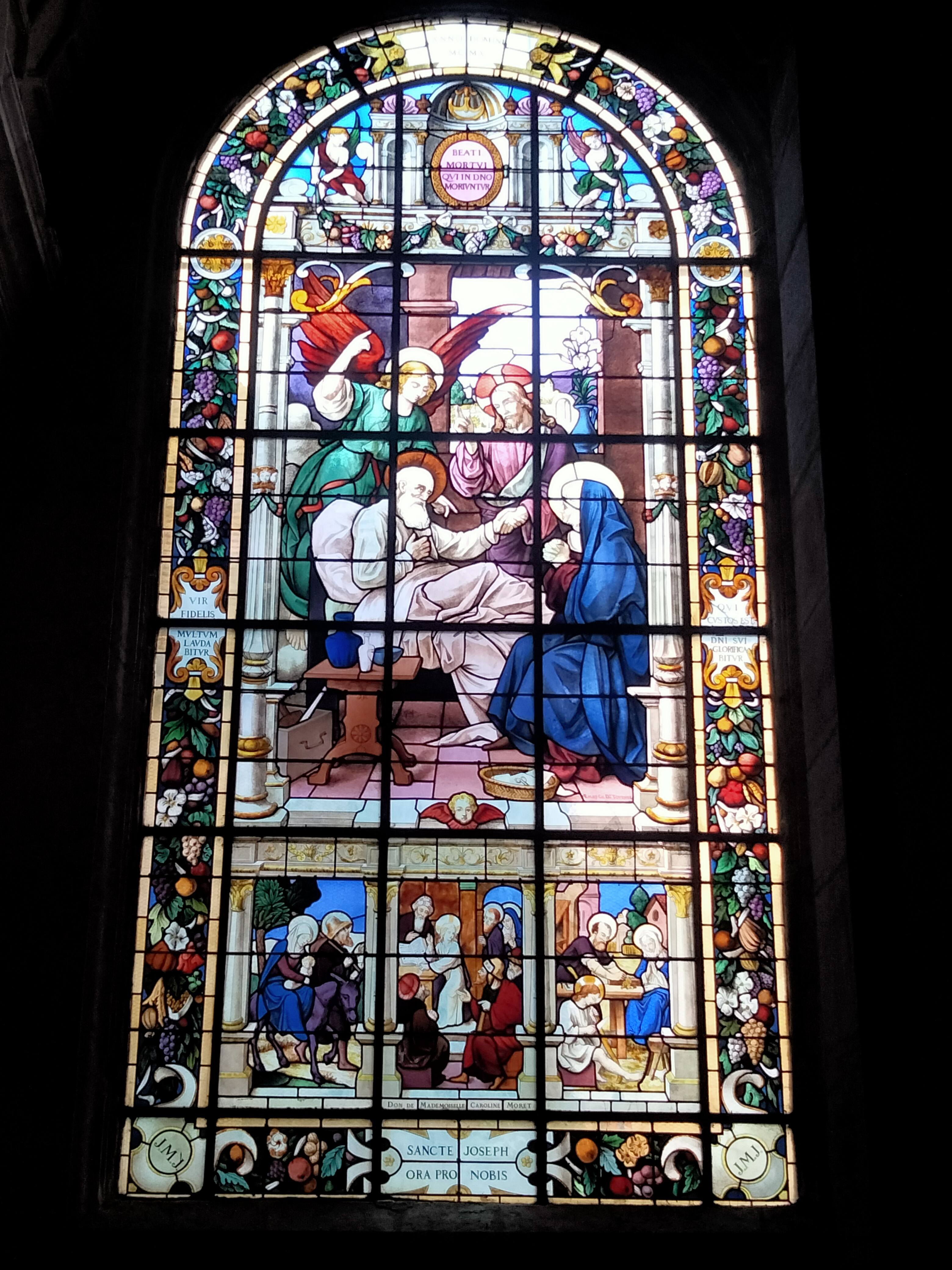
Mort de Saint Joseph et enfance du Christ, chapelle de St-Joseph
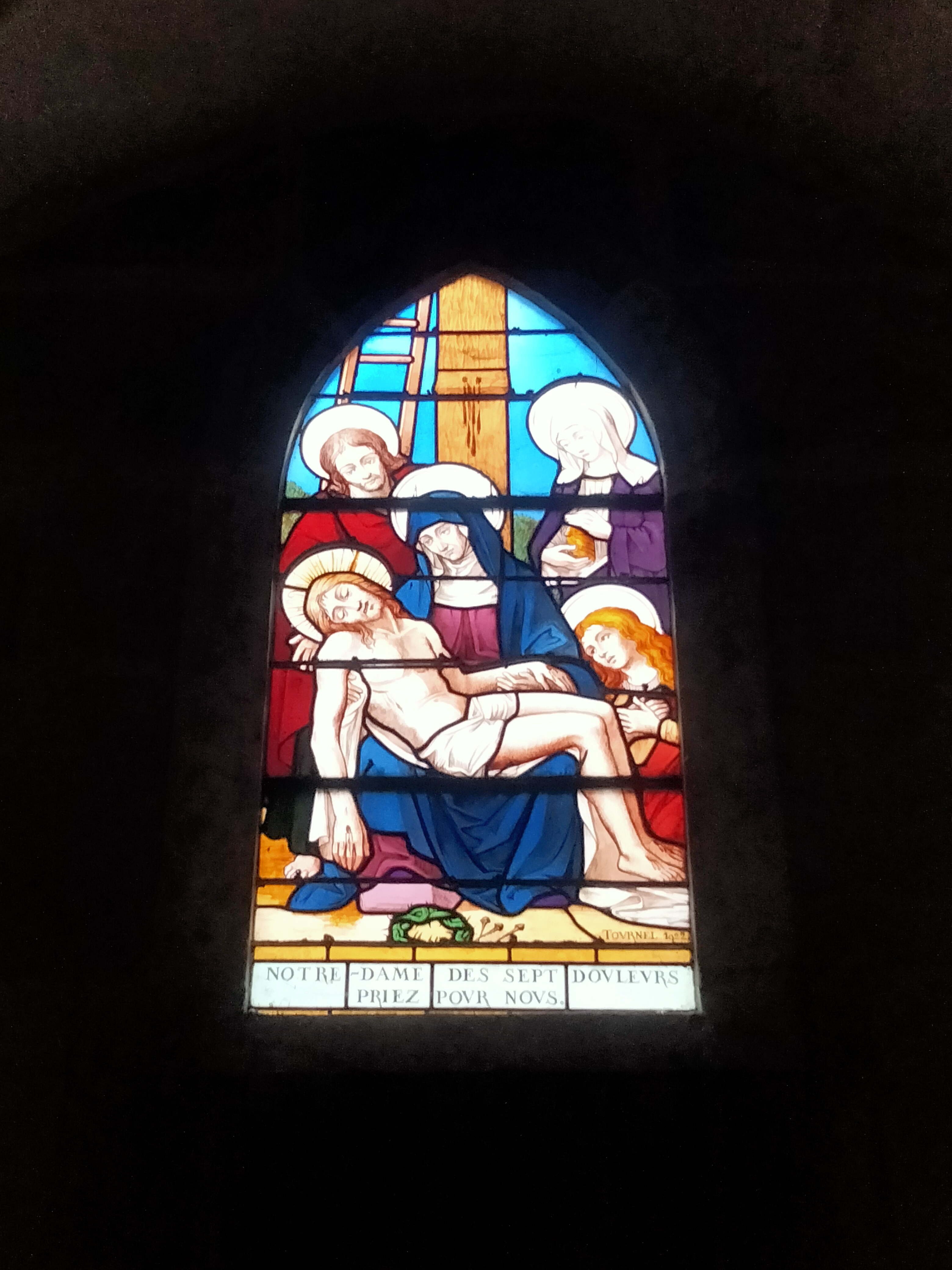
Pietà, chapelle Notre-Dame des sept douleurs
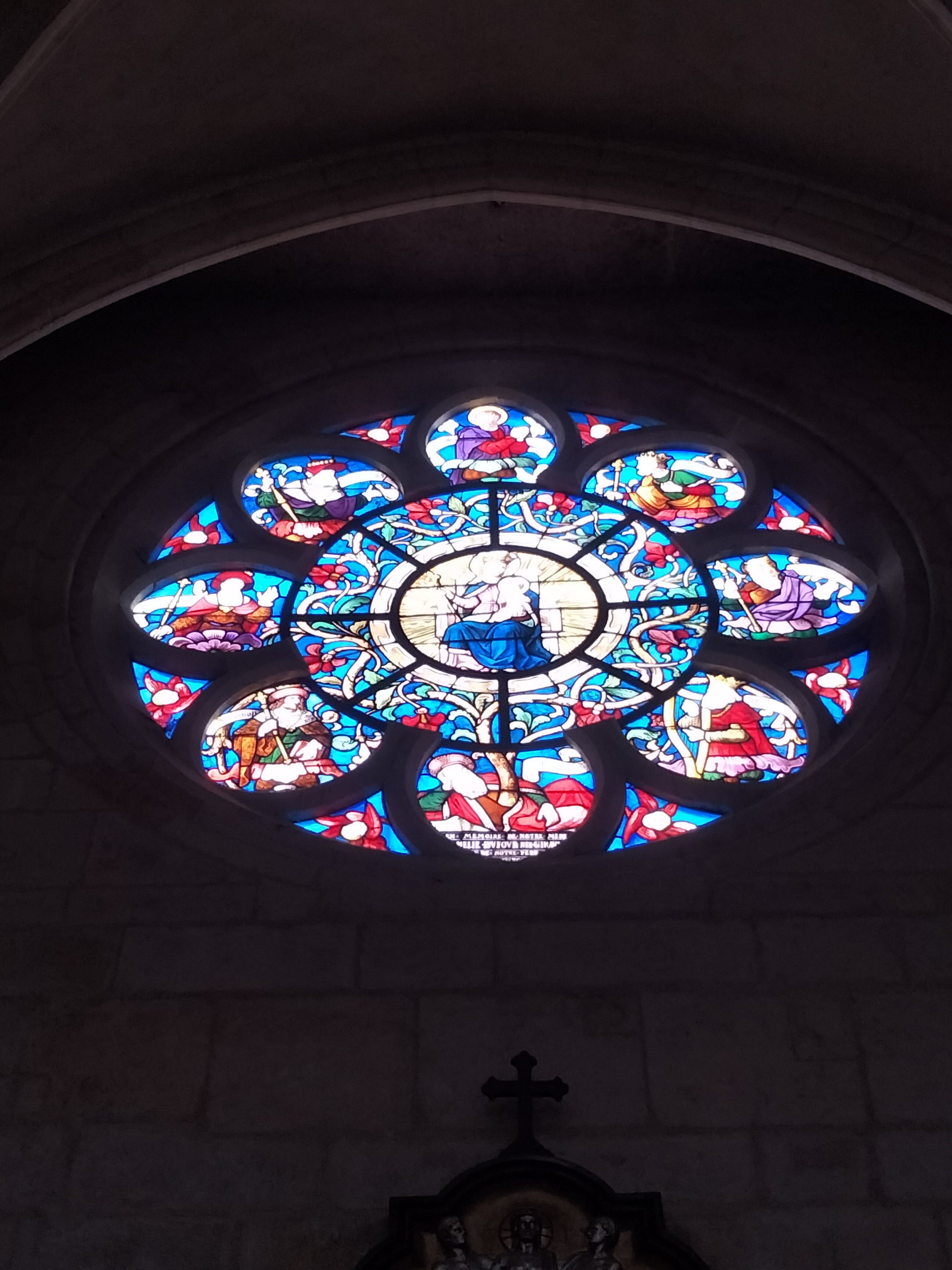
Rosace de Jessé, façade ouest
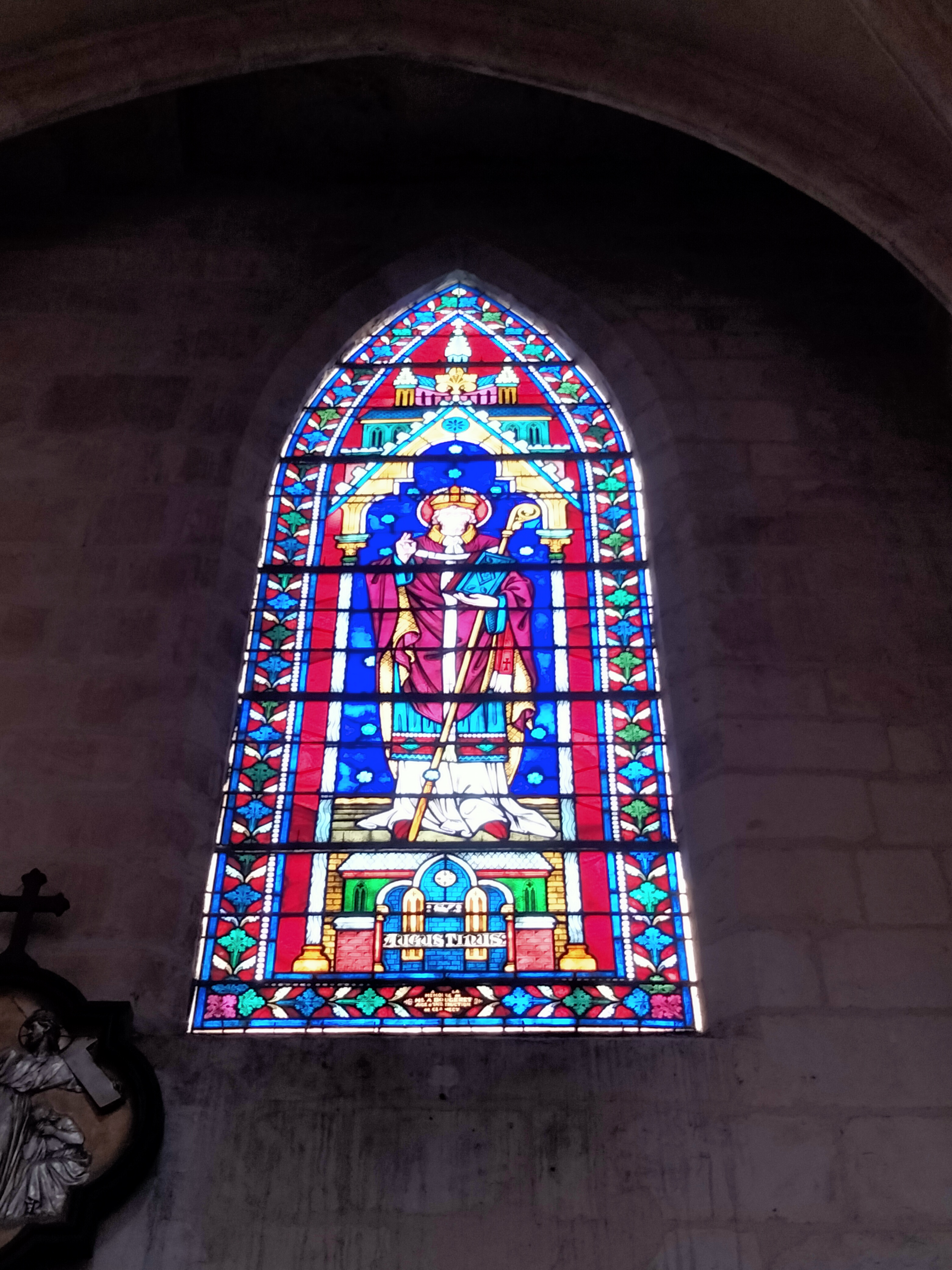
Saint-Augustin, croisée du transept
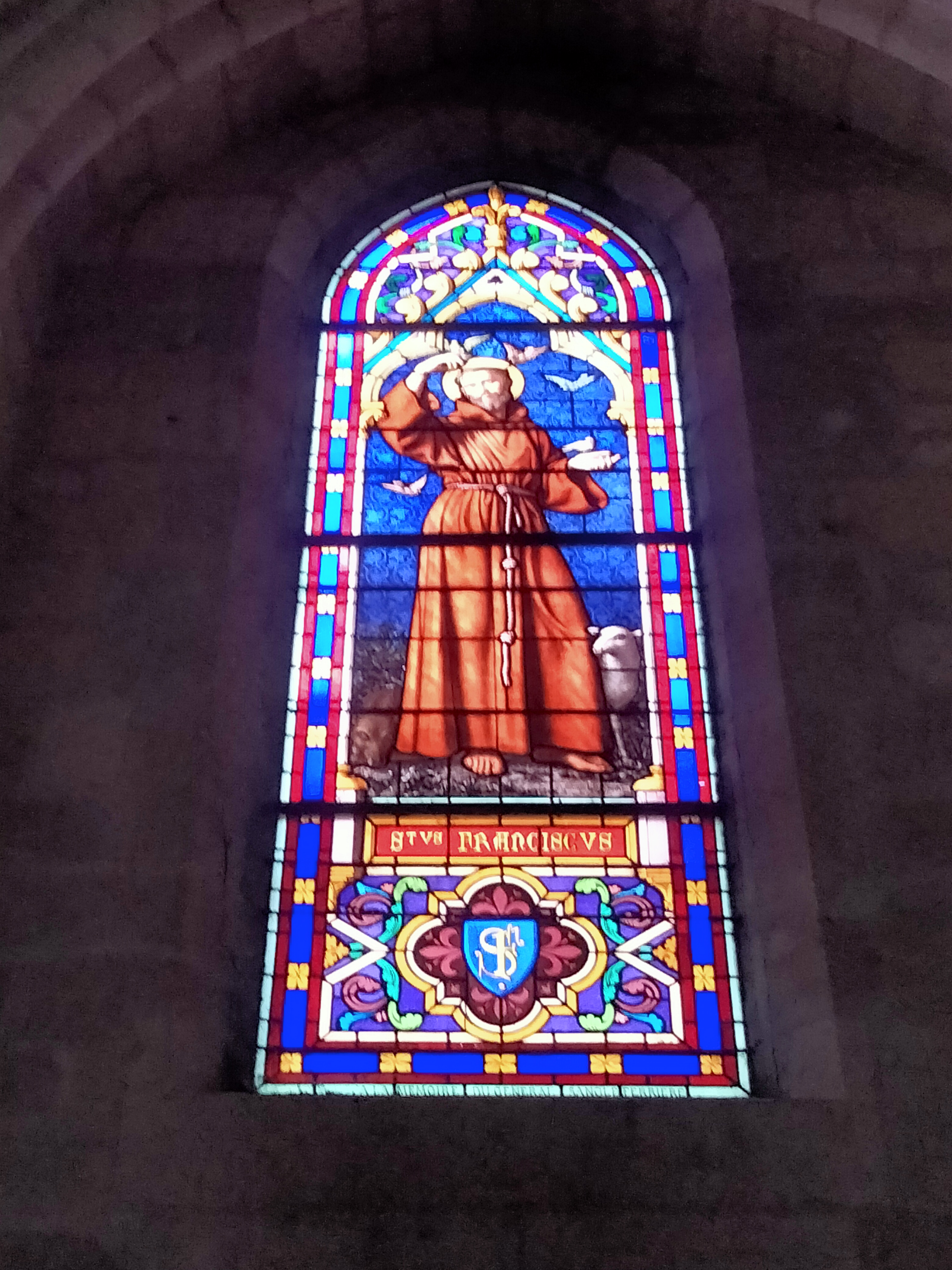
Saint-François d'Assise, chevet
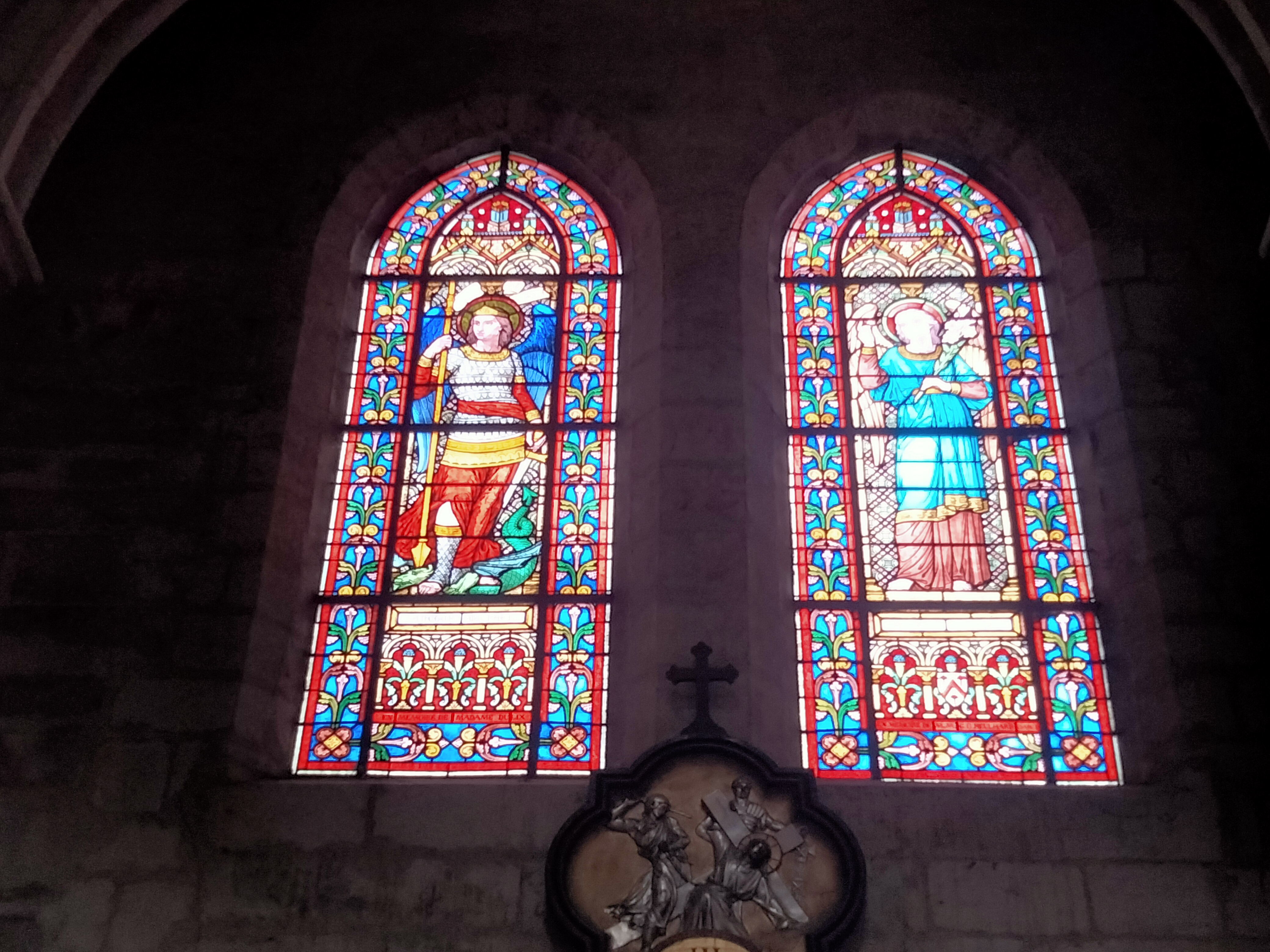
Saint-Gabriel et Saint-Michel, croisée du transept
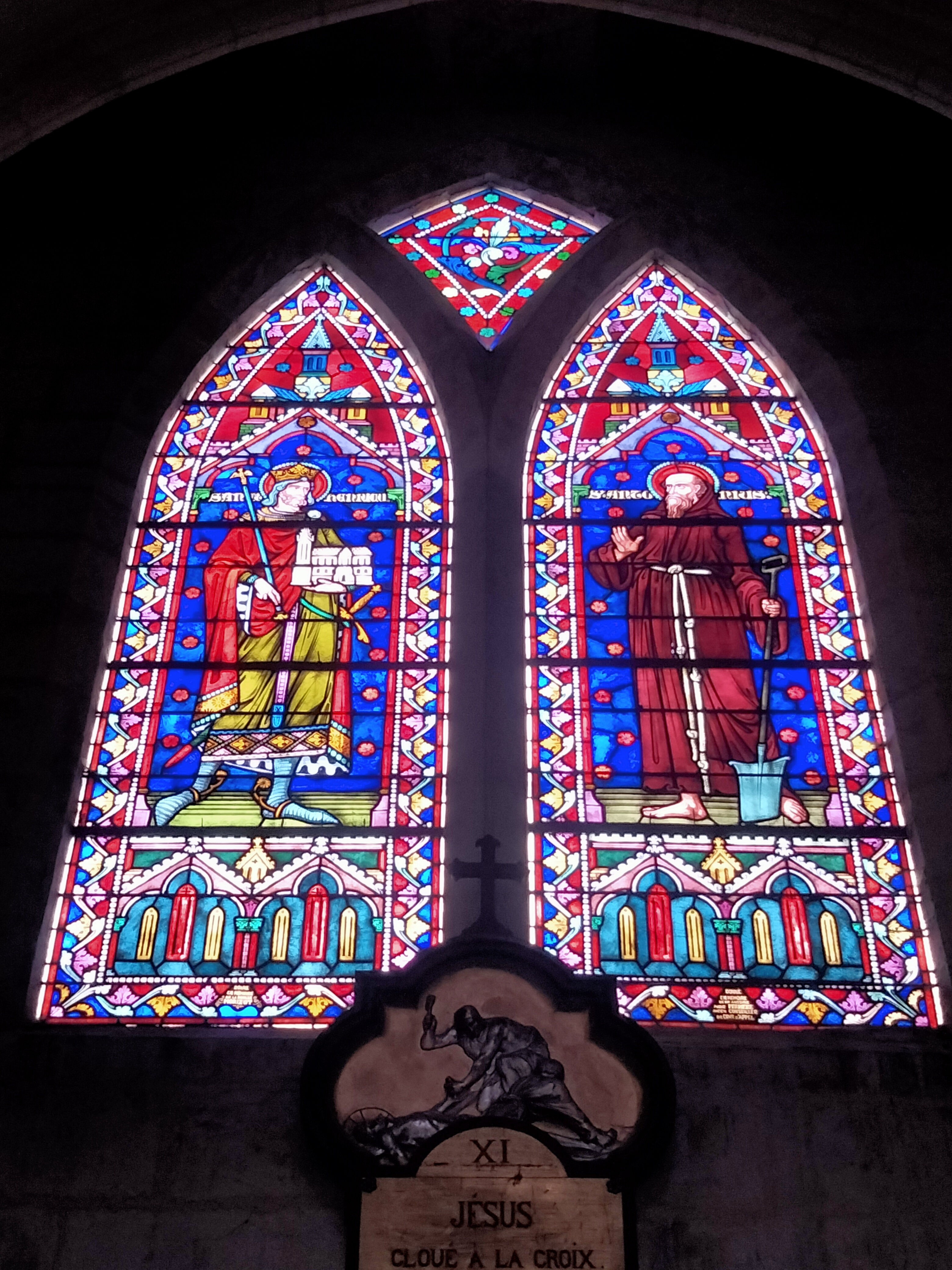
Saint-Henri et Saint-Pie, croisée du transept
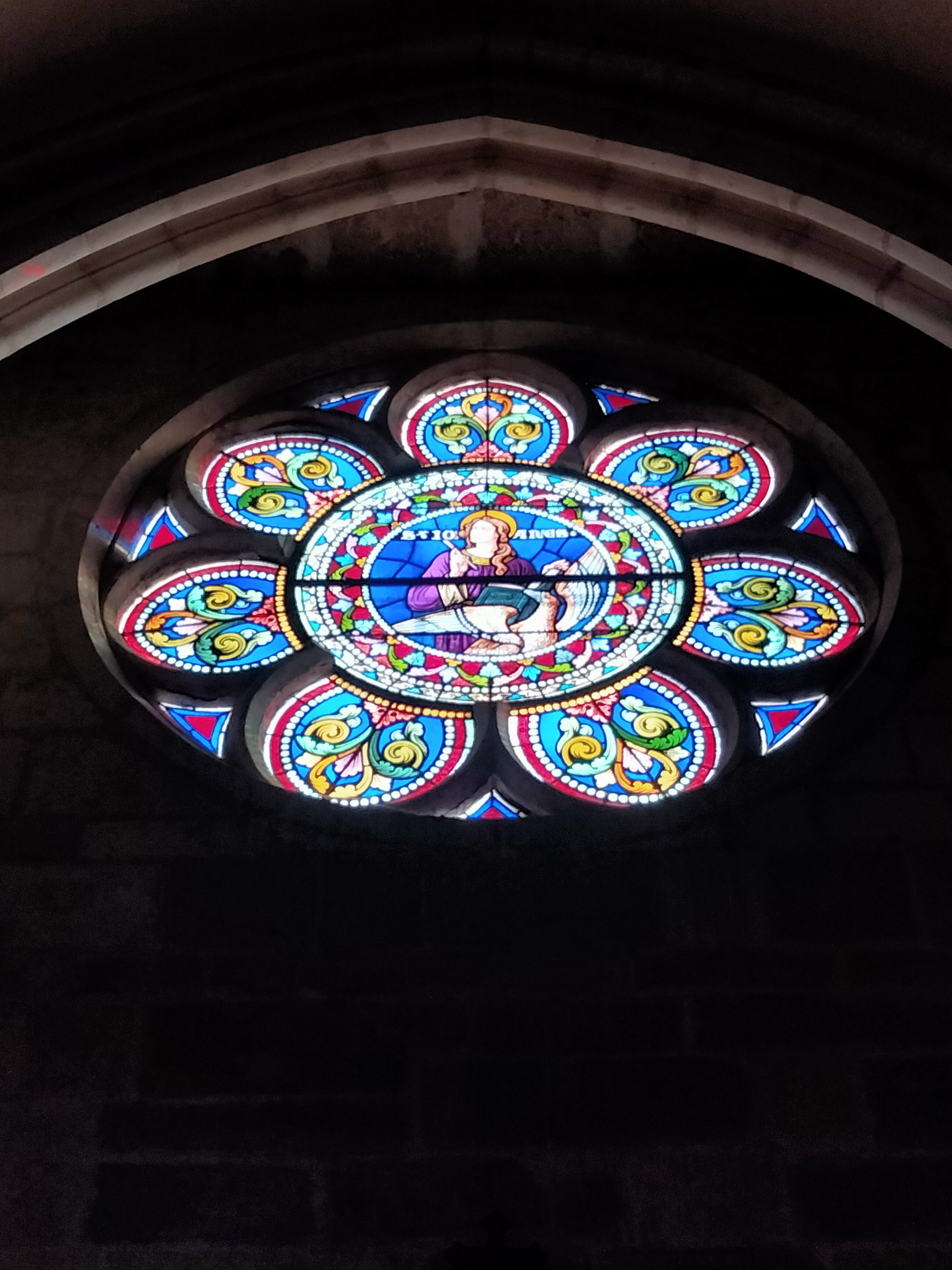
Saint-Jean et l'Aigle, croisée du transept
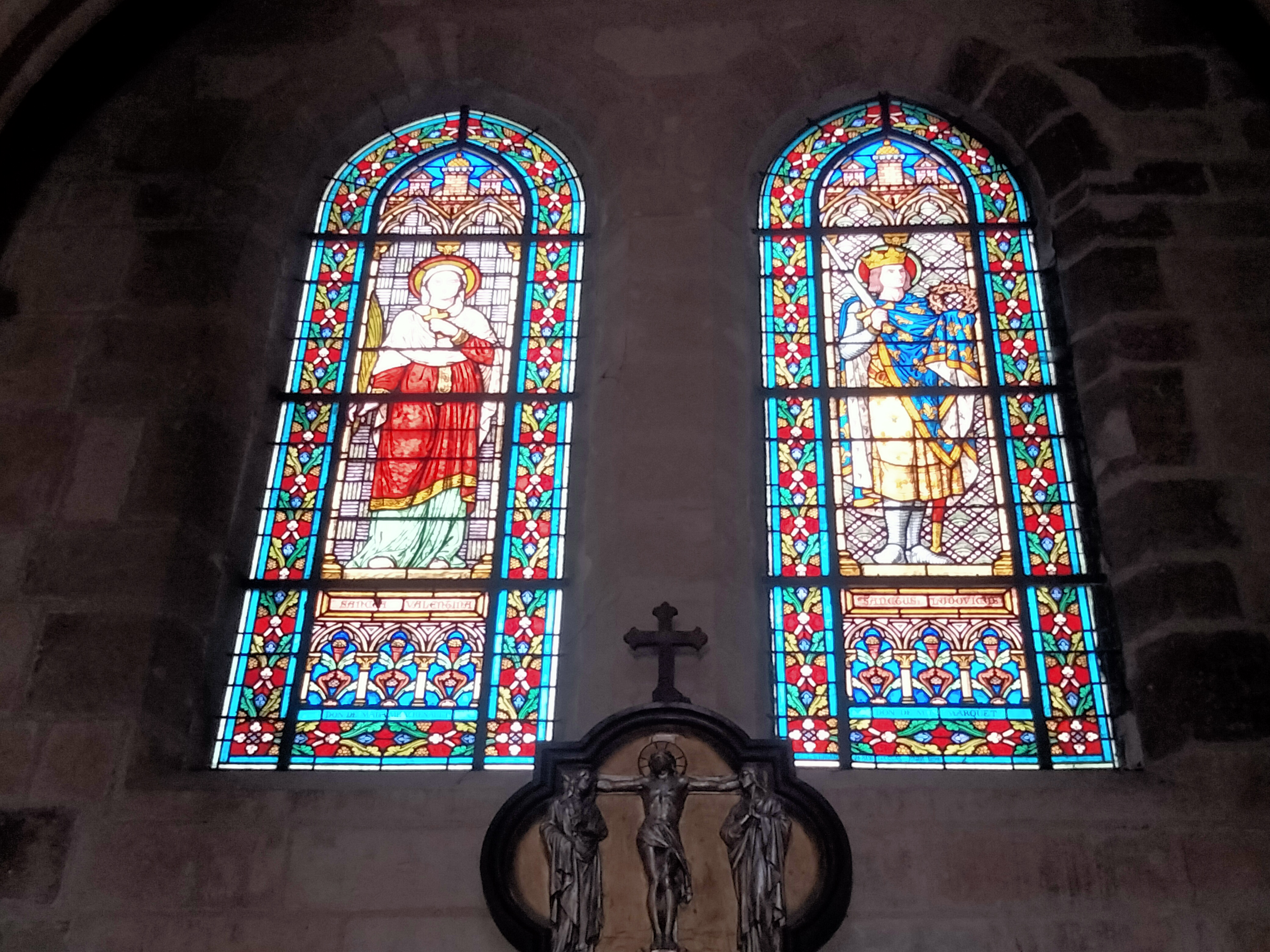
Saint-Louis et Sainte-Valentine, collatéral nord
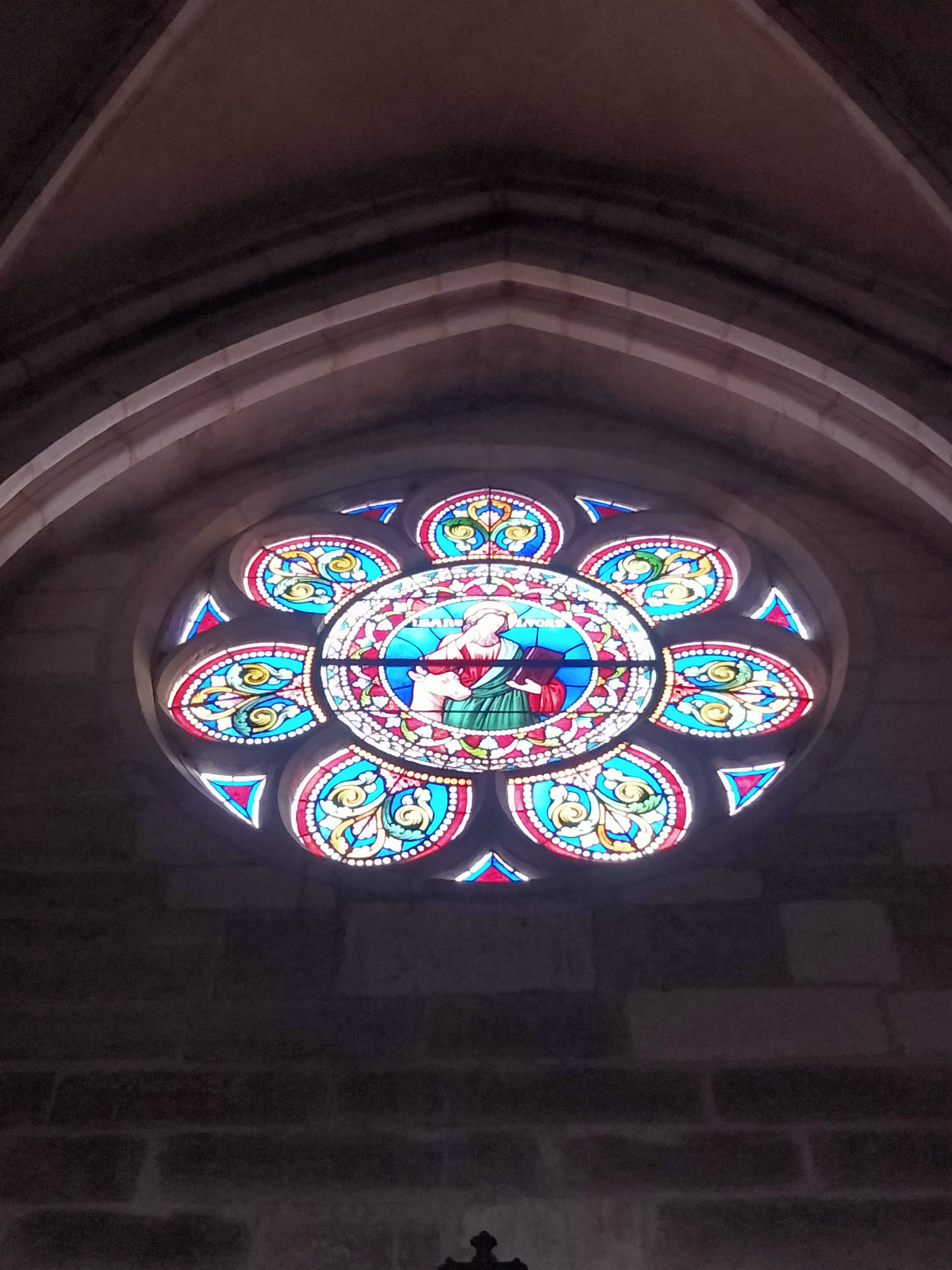
Saint-Luc et le taureau, croisée du transept
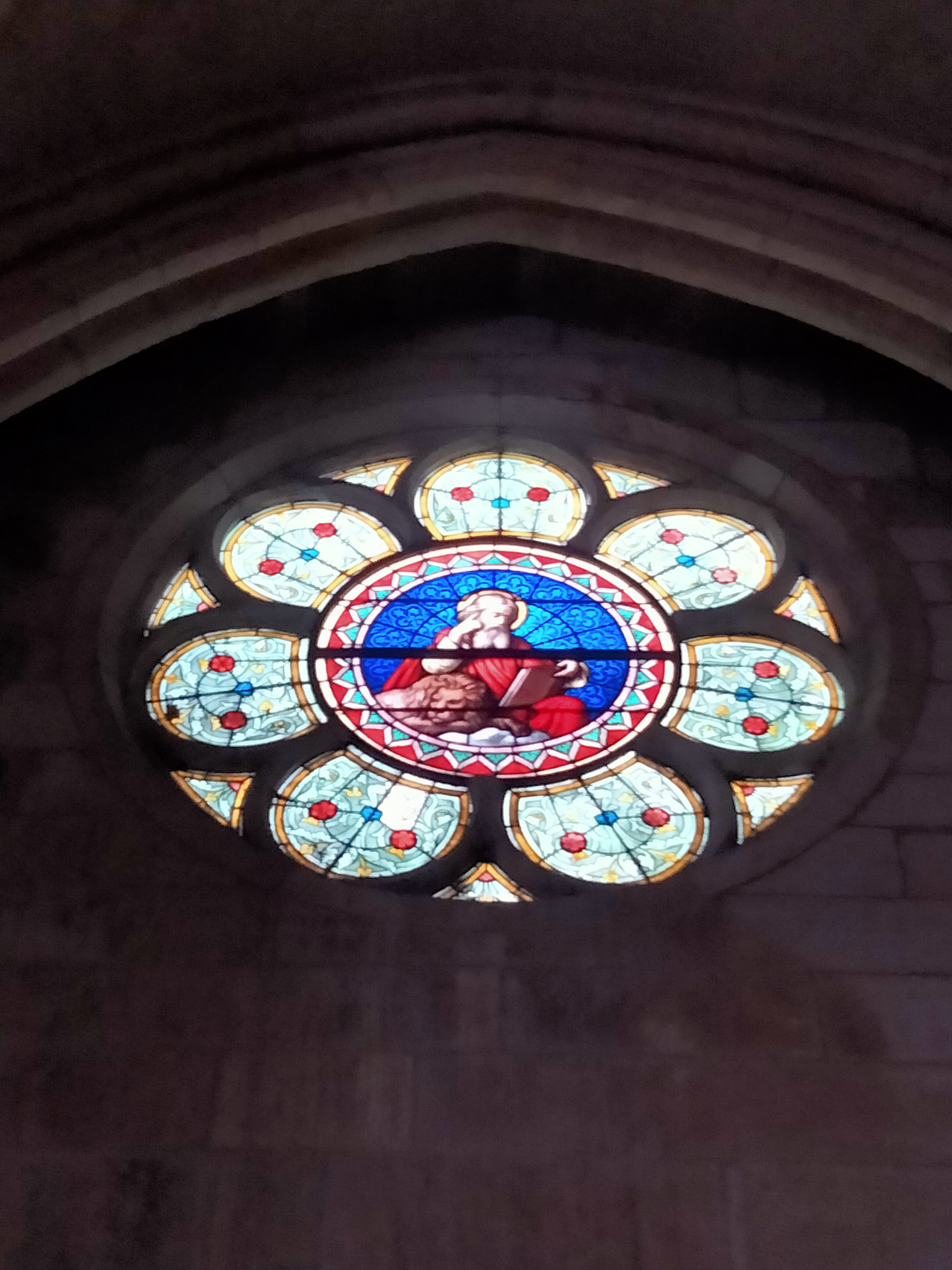
Saint-Marc et le lion, croisée du transept
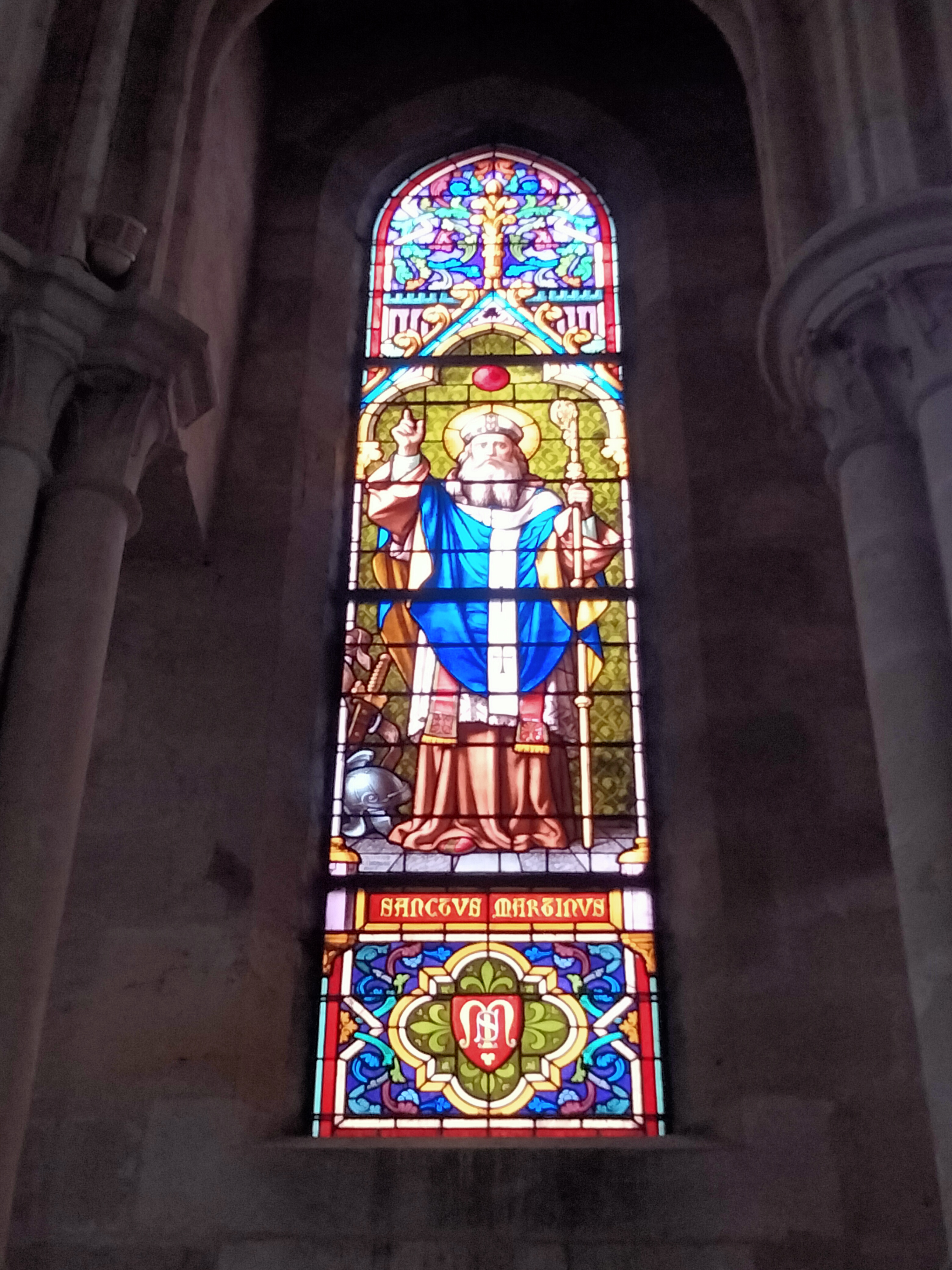
Saint-Martin, chevet
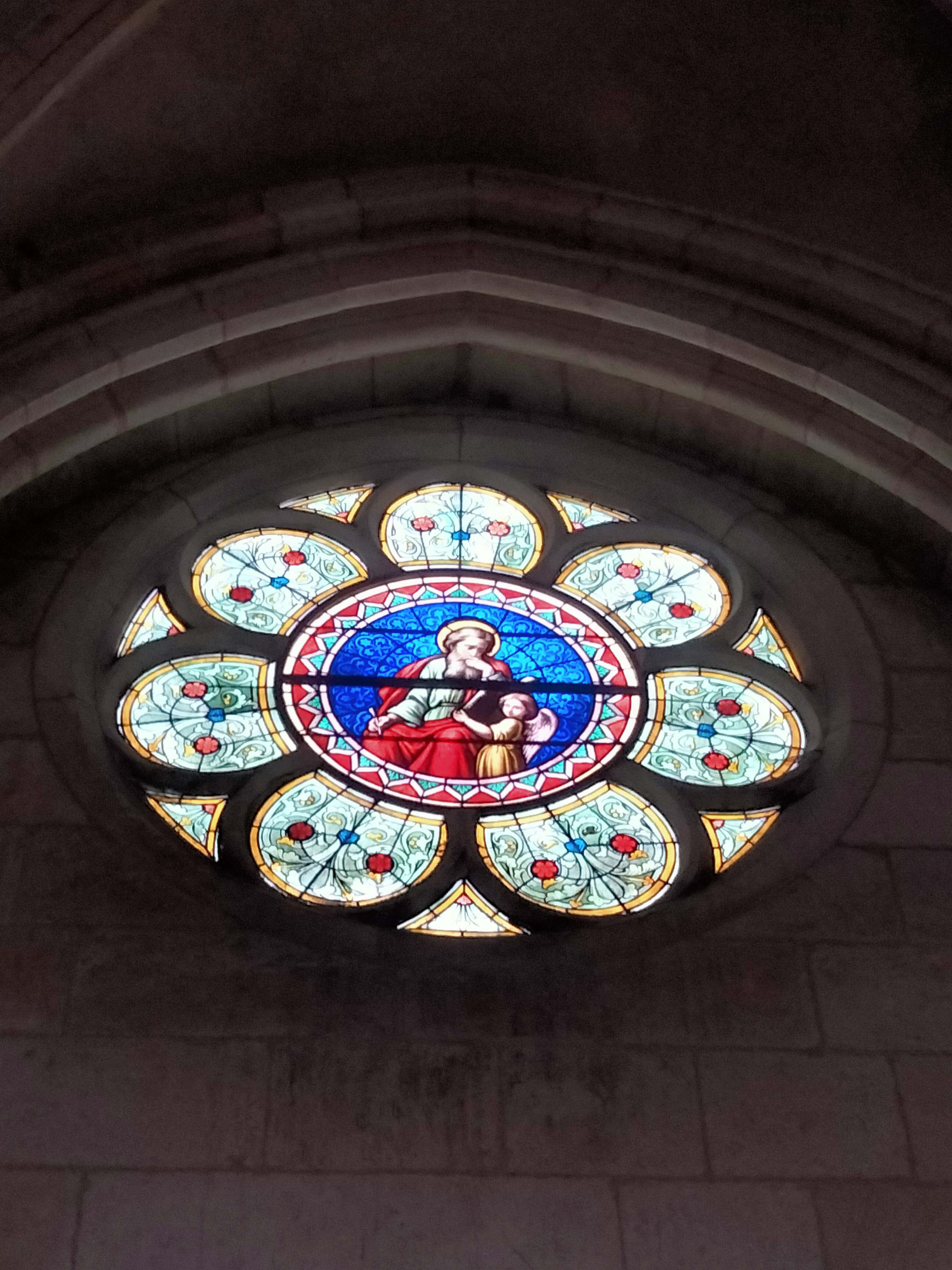
Saint-Mathieu et l'Ange, croisée du transept
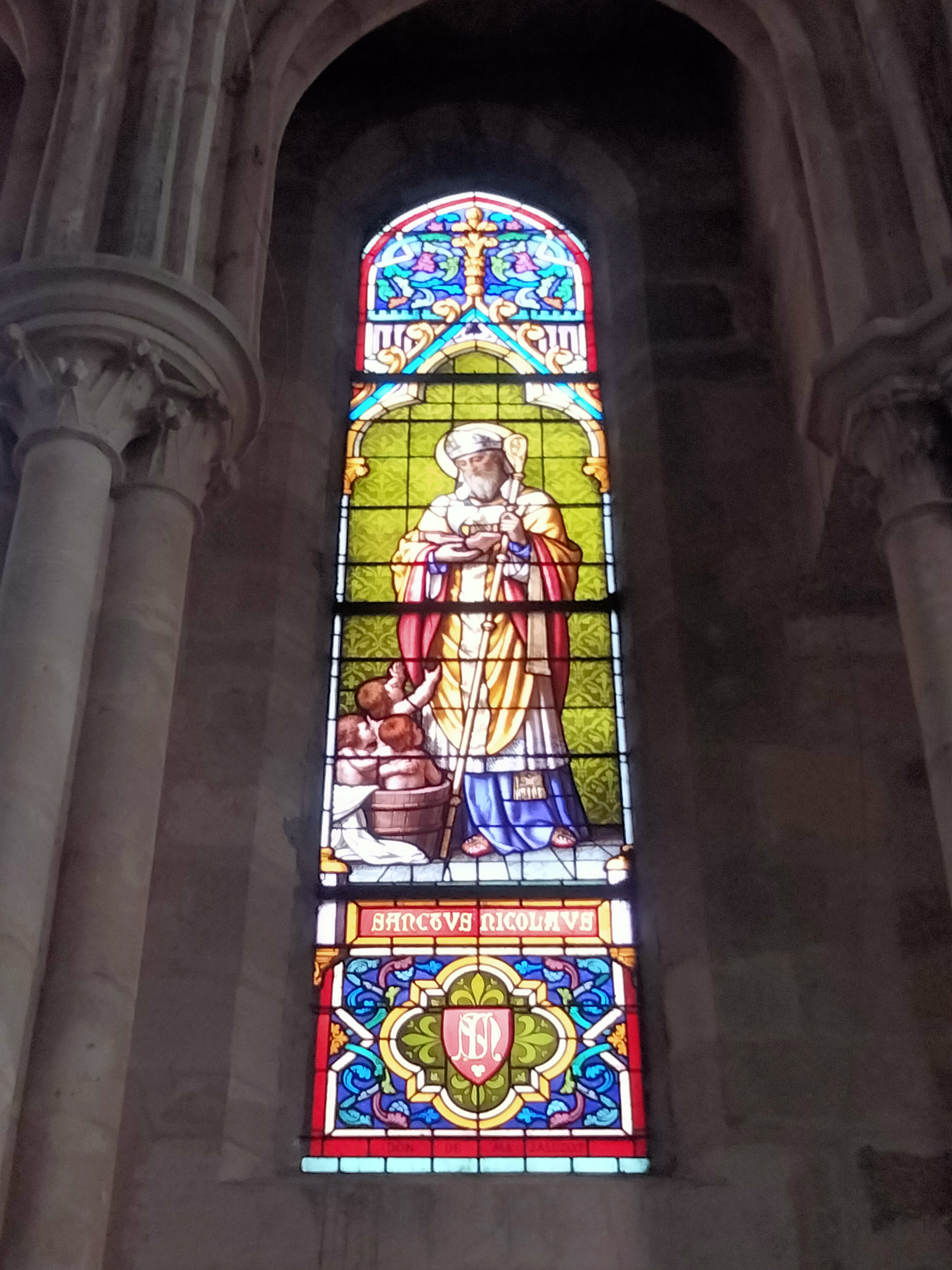
Saint-Nicolas, chevet
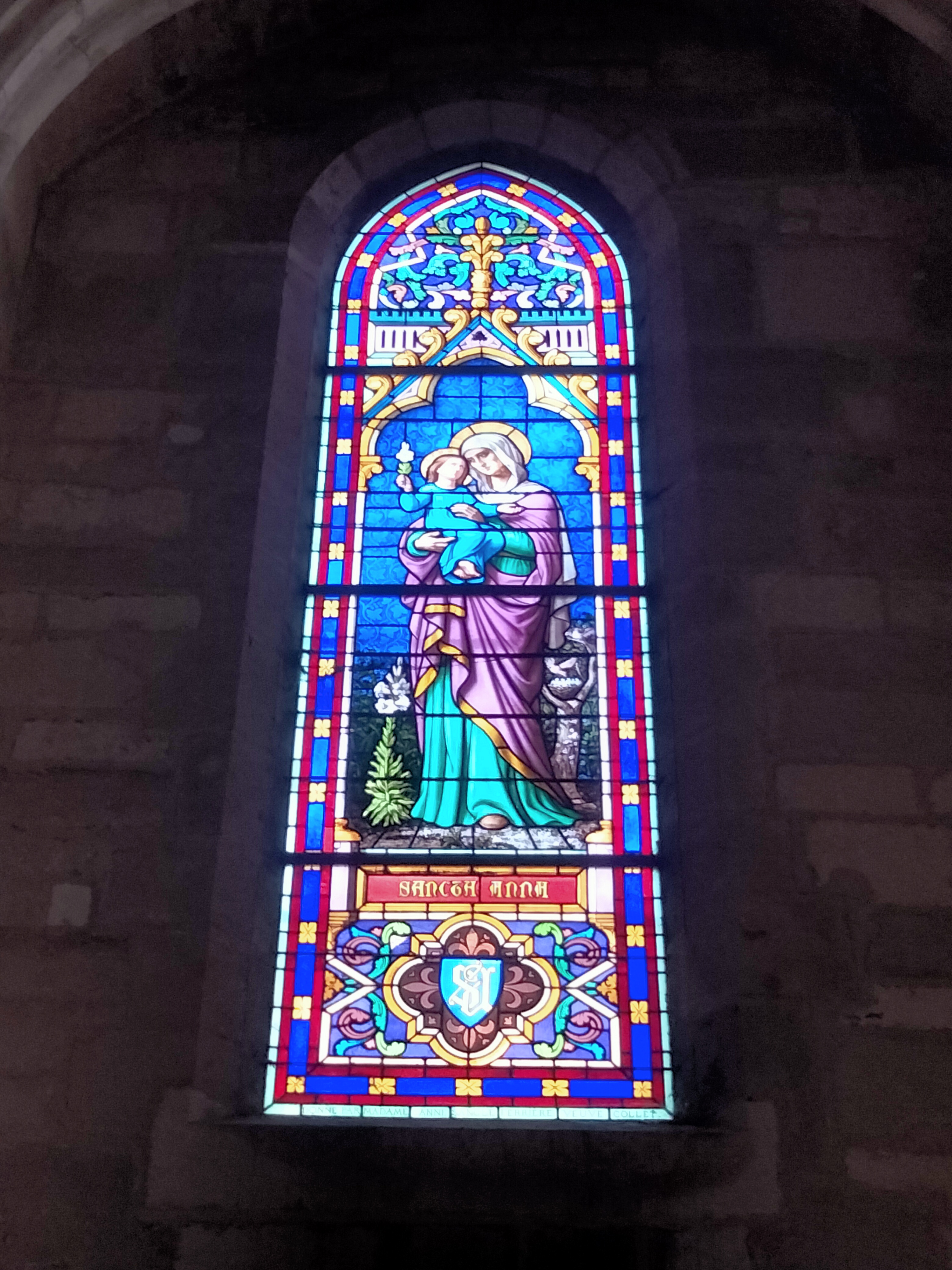
Sainte-Anne, chevet
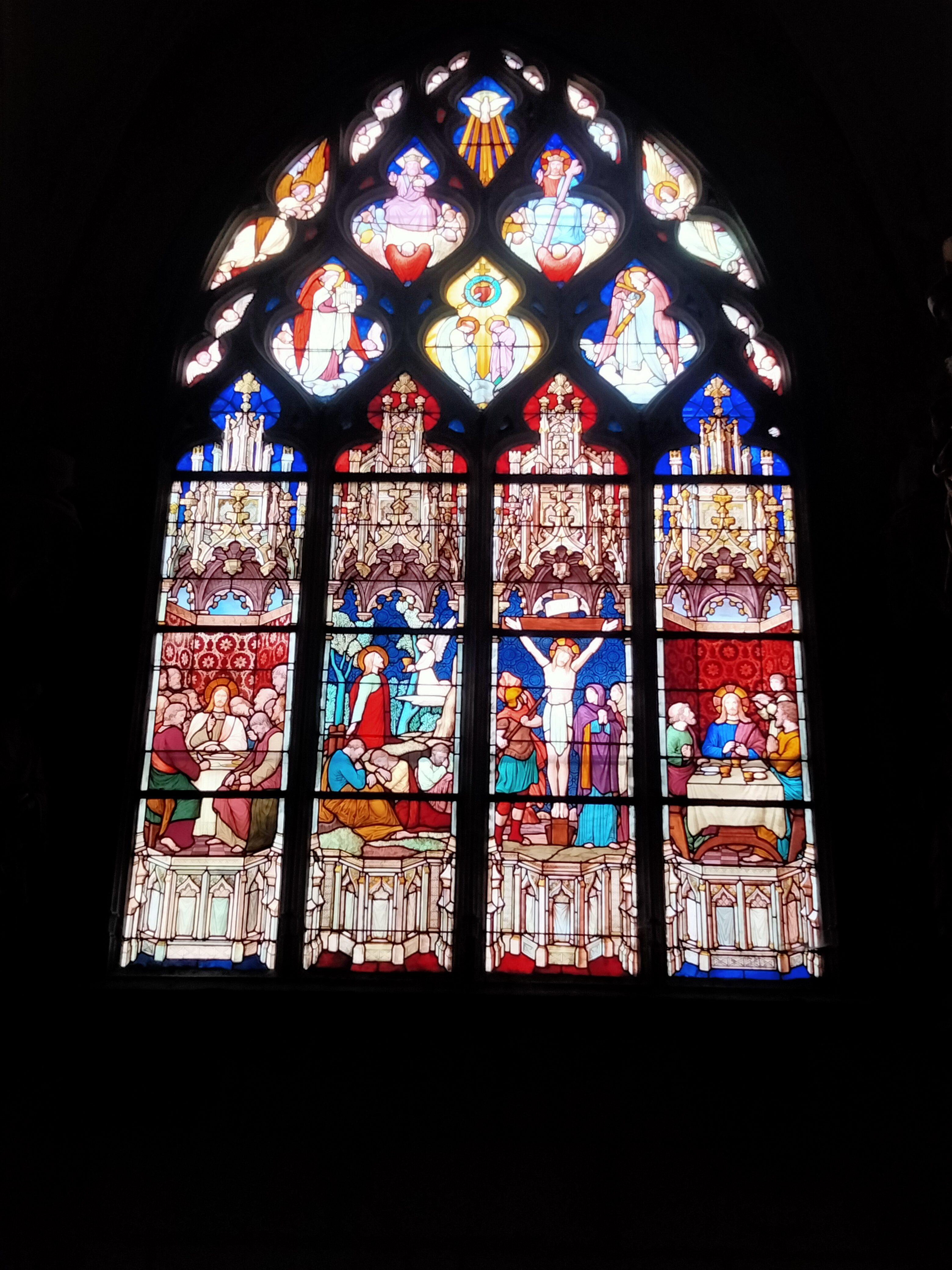
Trinité et scènes du Christ, chapelle du Sacré-Cœur
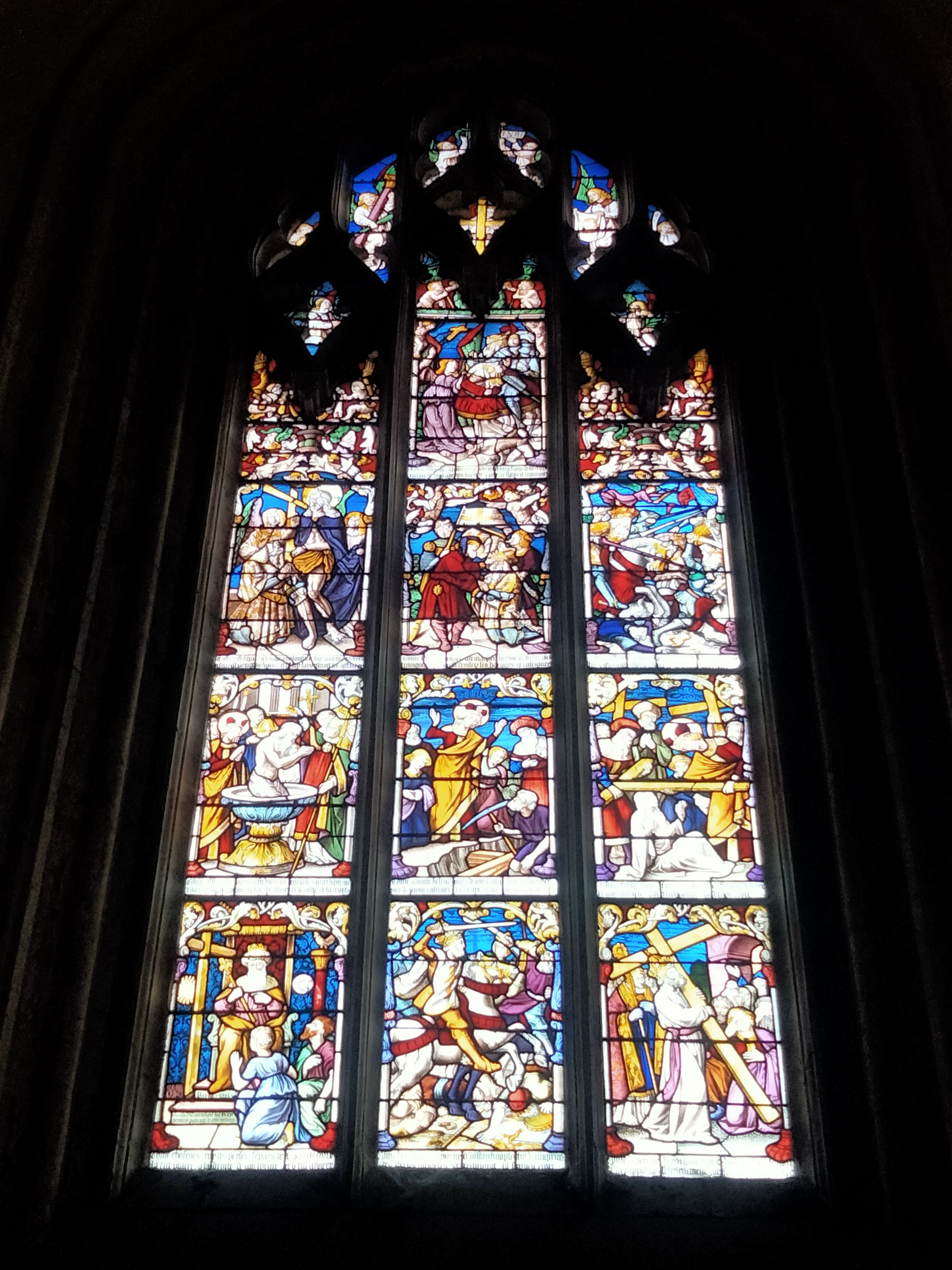
Triomphe de la Croix, chapelle de la tour
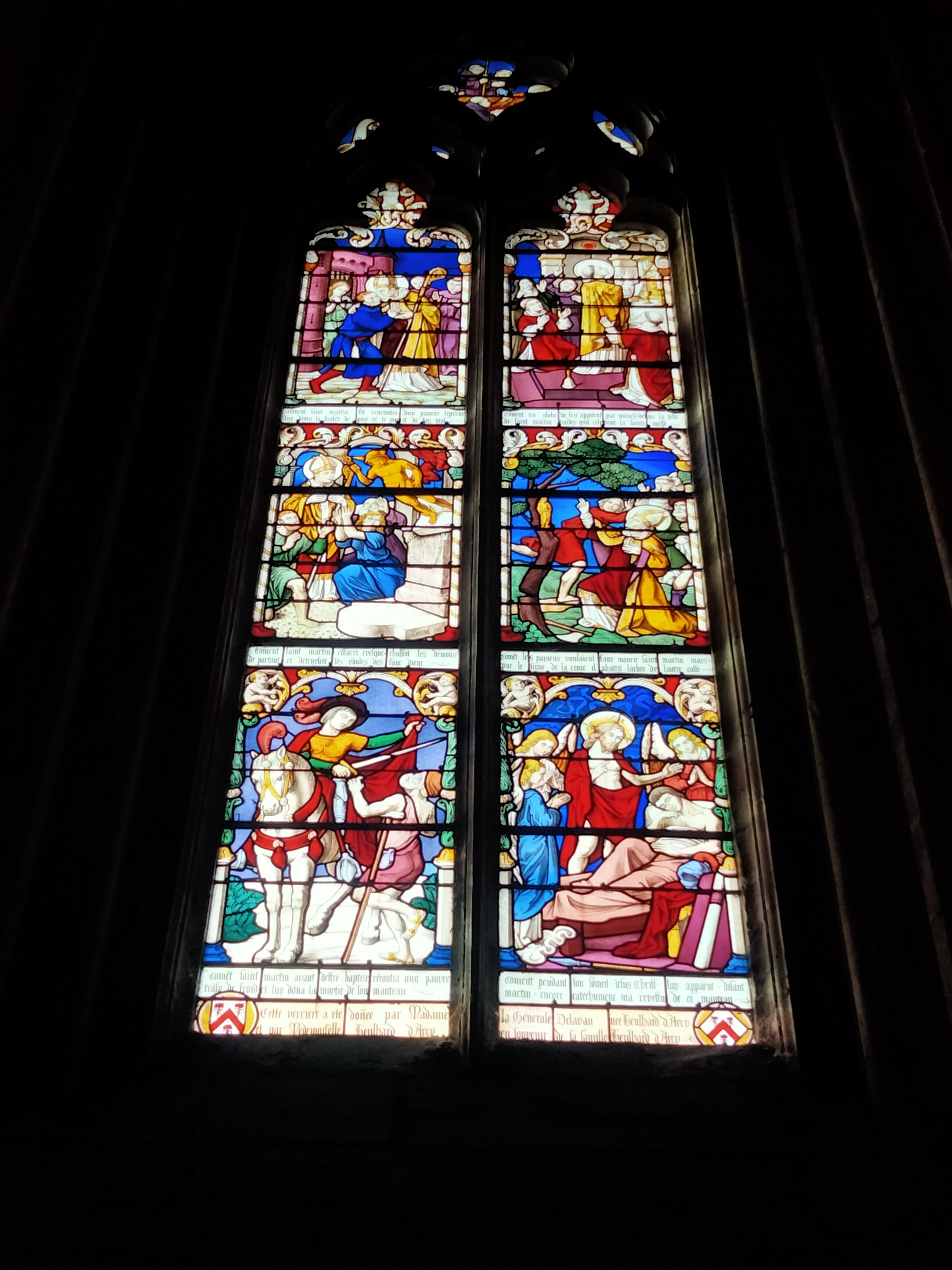
Vie de Saint-Martin, chapelle de la tour